# Già (bài Tây)

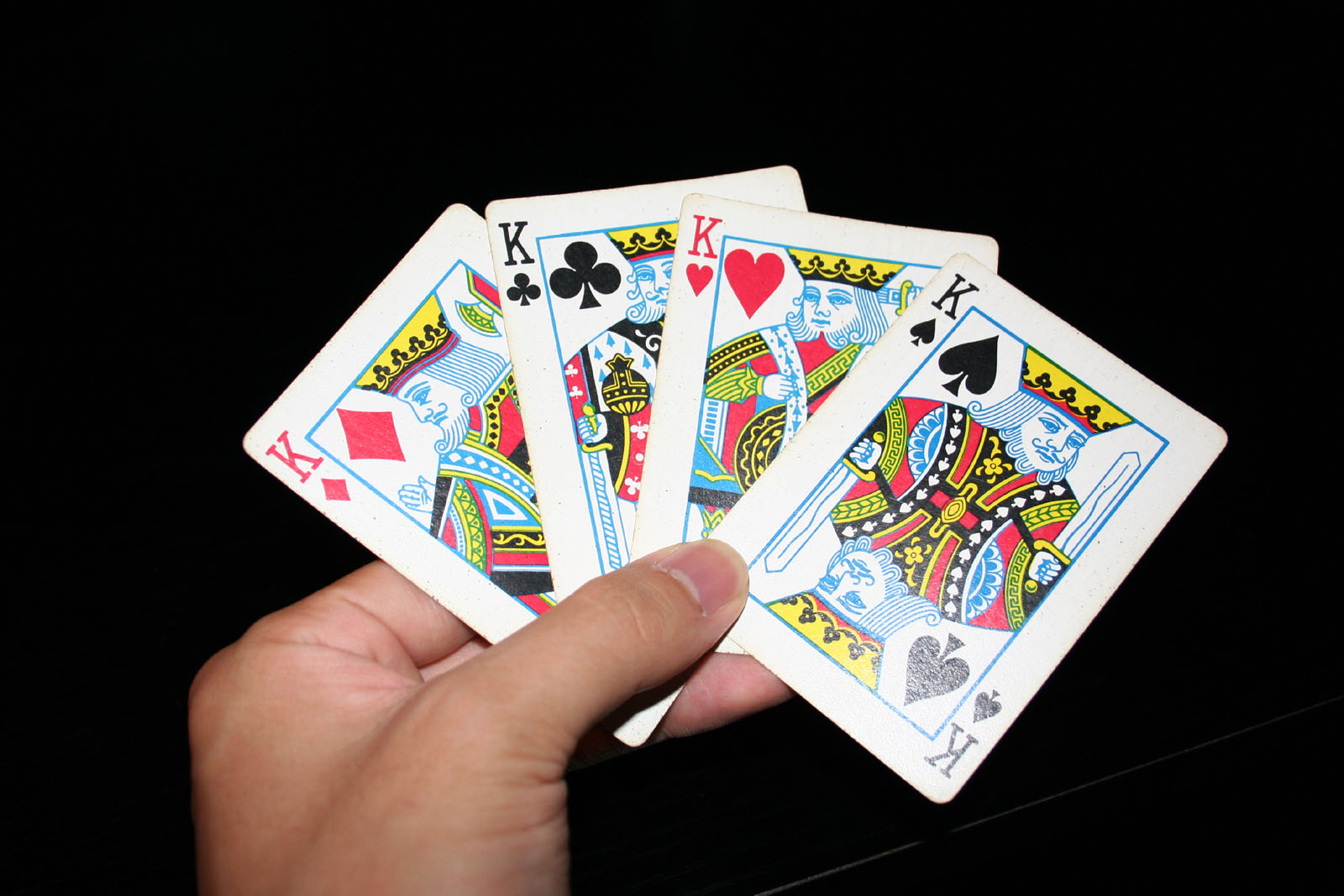
Bốn lá Già (kiểu Anh)

Già là một quân bài có hình người trong bộ bài Tây, bên cạnh Đầm và Bồi. Ở đa số các lá Già, góc trái trên và phải dưới đều có biểu tượng chữ K (viết tắt của từ King trong tiếng Anh); tuy nhiên bộ bài của Pháp thì chữ K được thay bằng chữ R (viết tắt của từ Roi).

## Mô tả
Có 4 lá Già trong một bộ bài Tây, tương ứng với 4 chất cơ, rô, chuồn, bích. Mỗi lá Già đều vẽ hình một người đàn ông lớn tuổi mang phong cách hoàng gia (đầu đội vương miện), ngụ ý đại diện cho các ông vua.
Nhìn chung, trên tay mỗi vua đều cầm vương trượng và/hoặc kiếm, như Già Rô trong bộ bài Tây kiểu Rouen lại cầm rìu. Lá Già Cơ thường được gọi là suicide king ("ông vua tự sát") do thanh kiếm của ông cắm xuyên qua đầu, và đây cũng là lá Già duy nhất không có ria mép.
Tương tự những lá Đầm và Bồi, các lá Già được vẽ đối xứng trên-dưới.

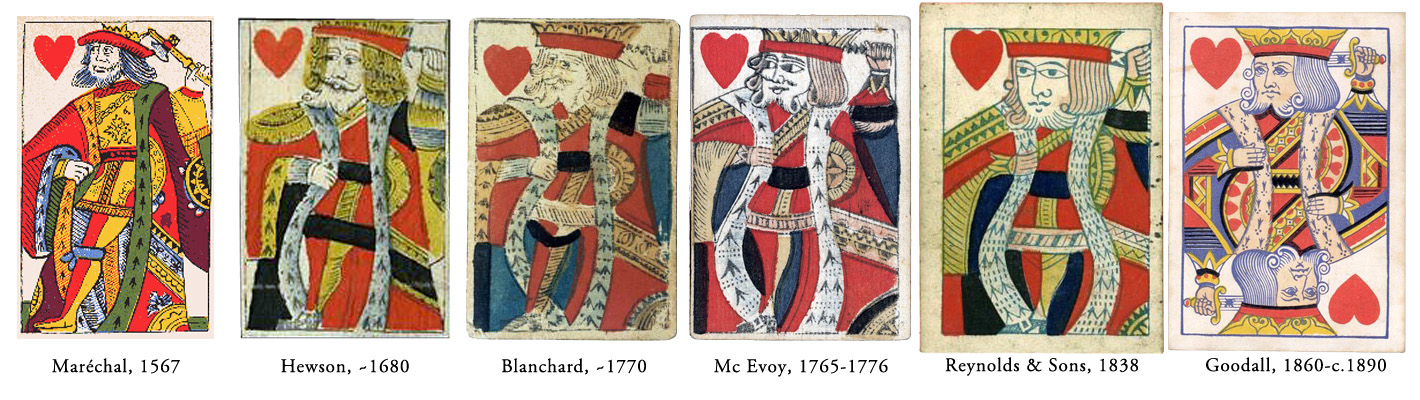
Các lá Già Cơ. Ban đầu, Già Cơ cầm trong tay một cái rìu, nhưng sau đó được thay bằng một thanh kiếm cho đến ngày nay.

## Đại diện
Không rõ những lá Già đại diện cho những nhân vật nào trong lịch sử. Ở Pháp, người ta có thói quen đặt tên cho các lá bài hình người theo tên các nhân vật anh hùng trong thần thoại. Dựa theo đó, 4 lá Già lần lượt đại diện cho những nhân vật sau:
- Già Cơ (K♥): Charles, tức Charlemagne Đại đế, được nhiều sử gia cho là hoàng đế đầu tiên của Đế quốc La Mã Thần thánh.
- Già Rô (K♦): Cesar, tức Julius Caesar, nhà độc tài cai trị Cộng hòa La Mã.
- Già Chuồn (K♣): Alexandre, tức Alexandros Đại đế, người đã chinh phạt gần như toàn bộ thế giới mà người châu Âu thời đó biết đến.
- Già Bích (K♠): David, vua của vương quốc Israel thống nhất, thích chơi đàn hạc.

Dưới đây là 4 lá Già của bộ bài kiểu Paris (trên mỗi lá đều có ghi tên của các vua):

Già Cơ
Già Rô
Già Chuồn
Già Bích

## Chức năng
Tùy theo kiểu chơi bài mà lá Già có giá trị khác nhau. Nhìn chung, Già thường đứng đầu trong bộ bài Tây, nhưng cũng có thể thua lá Át.
- Trong kiểu chơi bài Hearts của phương Tây, một kiểu chơi tránh ăn điểm từ các lá bài mang chất Cơ, Già Cơ thường mang giá trị là 1 điểm.
- Ở kiểu chơi bài Black Maria của Anh, biến thể của Hearts, ngoài các lá Cơ, 3 lá Đầm-Già-Xì Bích cũng được tính điểm. Lá Già Bích mang số điểm là 10, chỉ thua lá Đầm Bích 13 điểm.
- Trong bài cào 3 lá ở miền Nam Việt Nam, các lá hình người (gọi là "tiên") đều được tính là 10 điểm (ngang giá trị của lá 10).

## Các kiểu bài

### Nga
Dưới đây là 4 lá Già trong bộ bài của Nga.

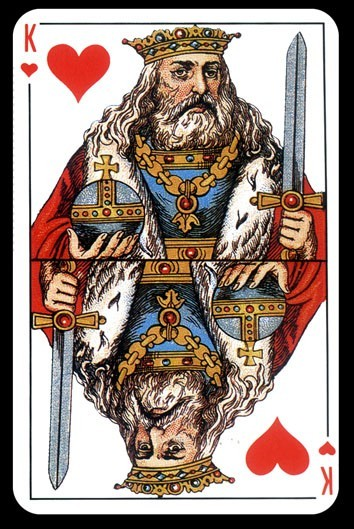
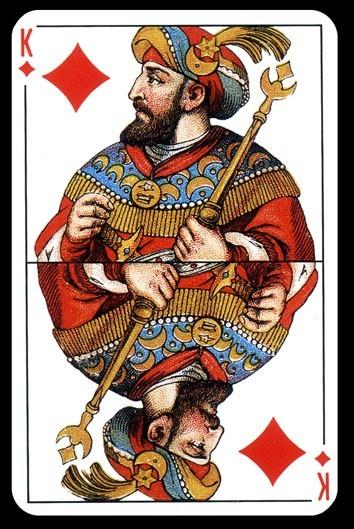
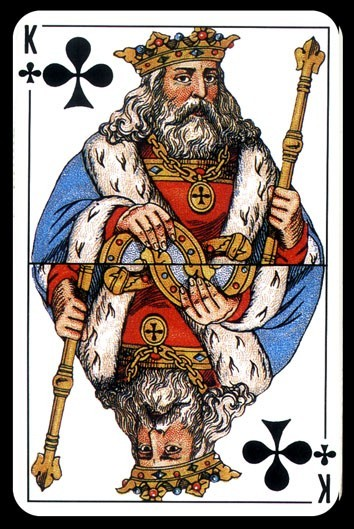
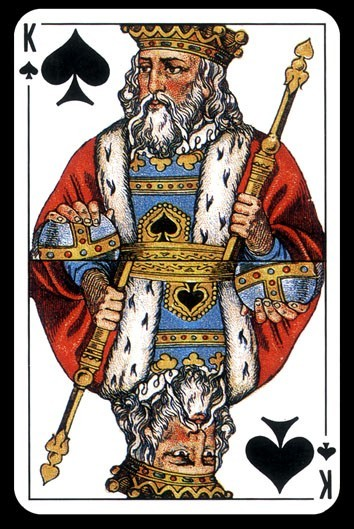

### Đức
- Bốn lá Già được thiết kế ở Đức hiện tại.

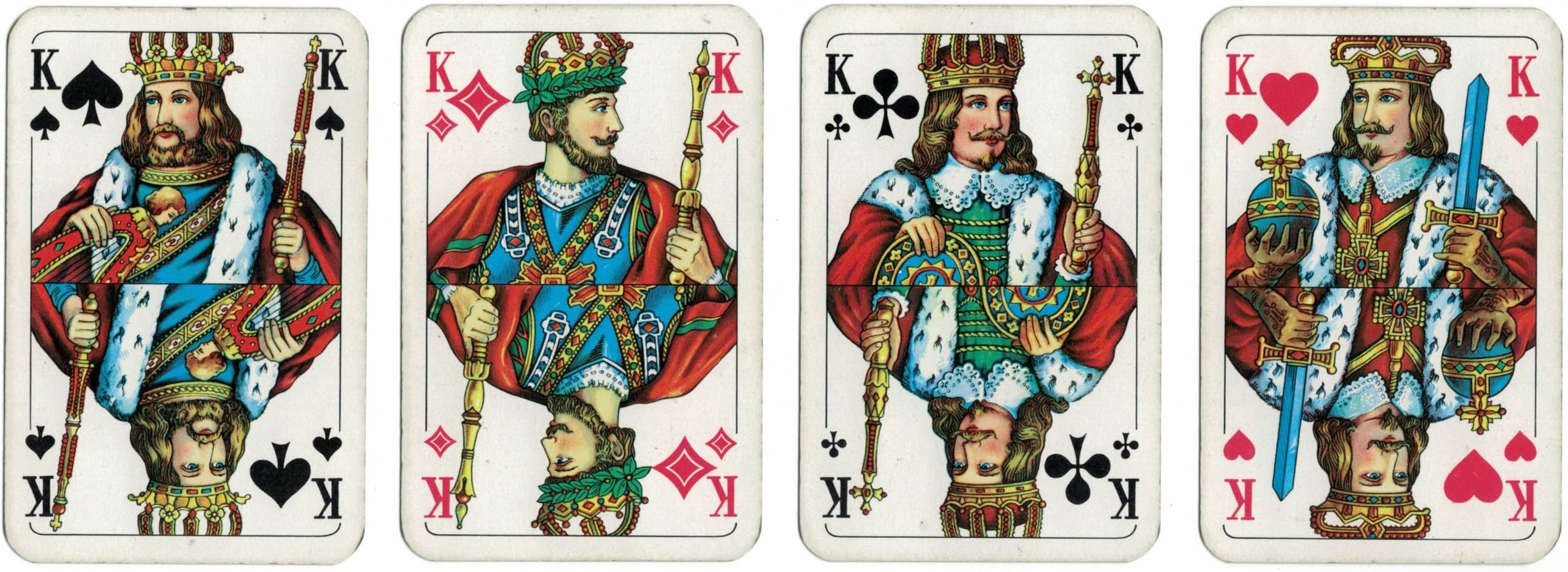

- Lá Già được sản xuất ở Berlin (khoảng năm 1863–1873).

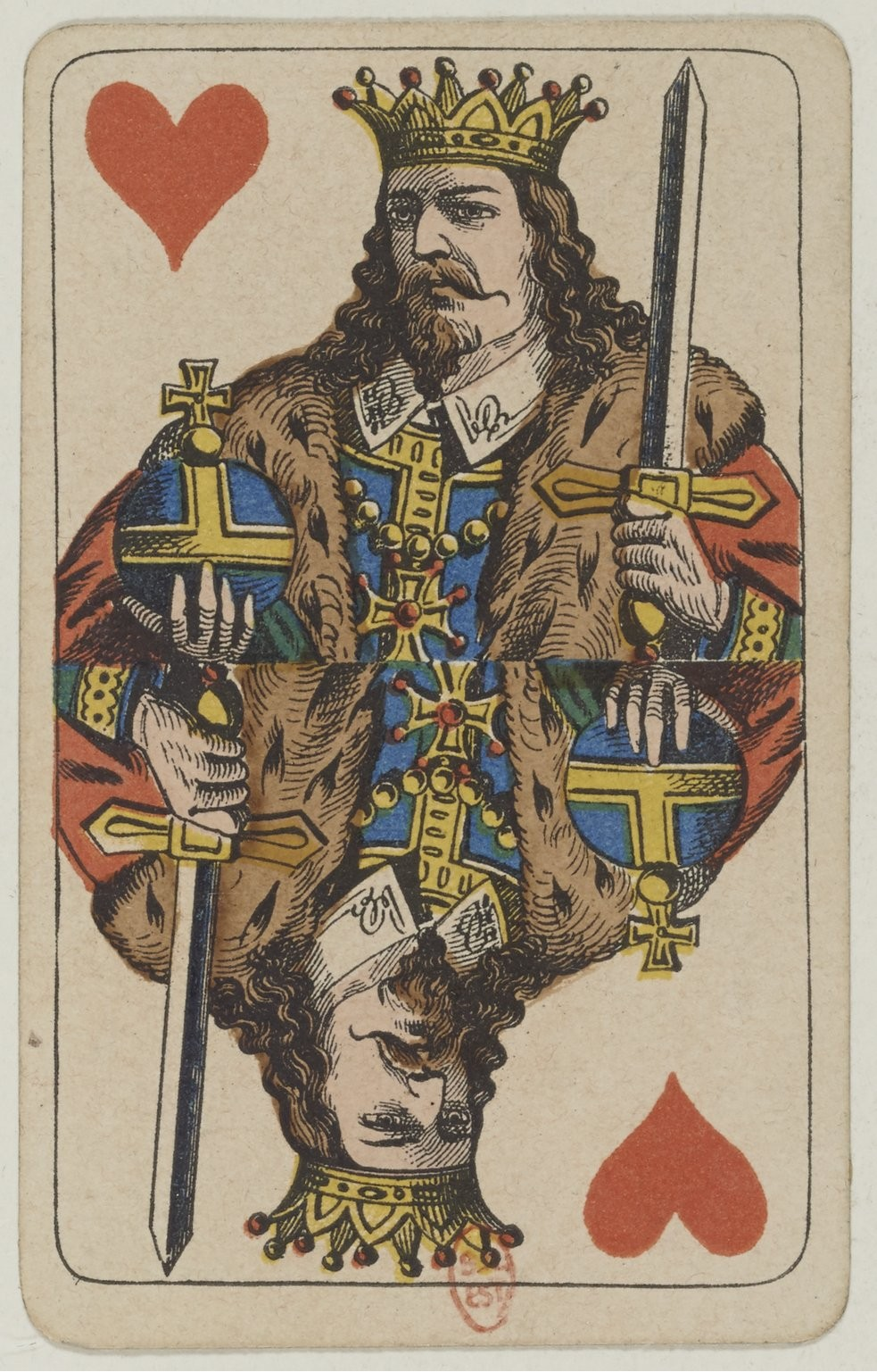
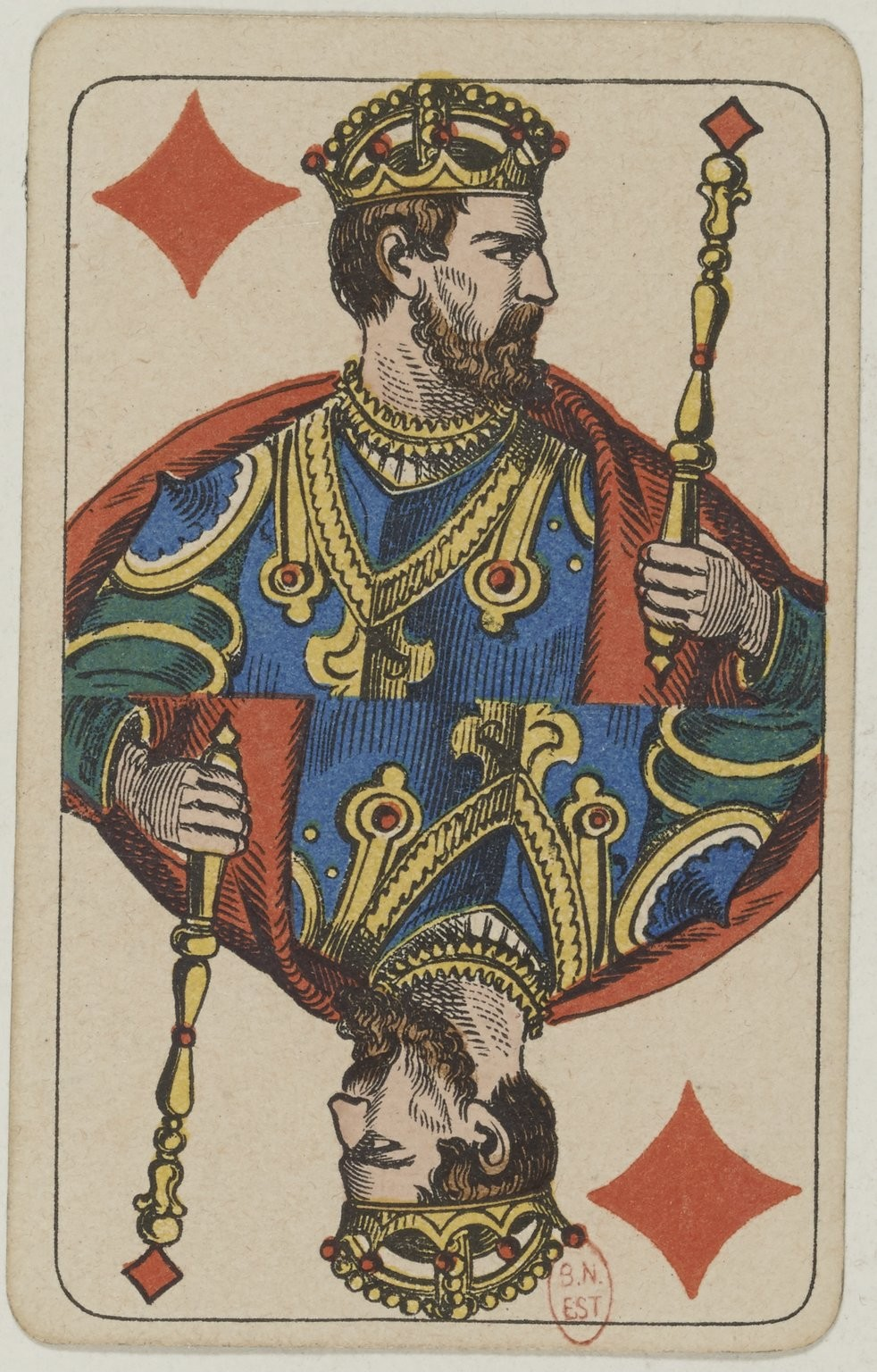
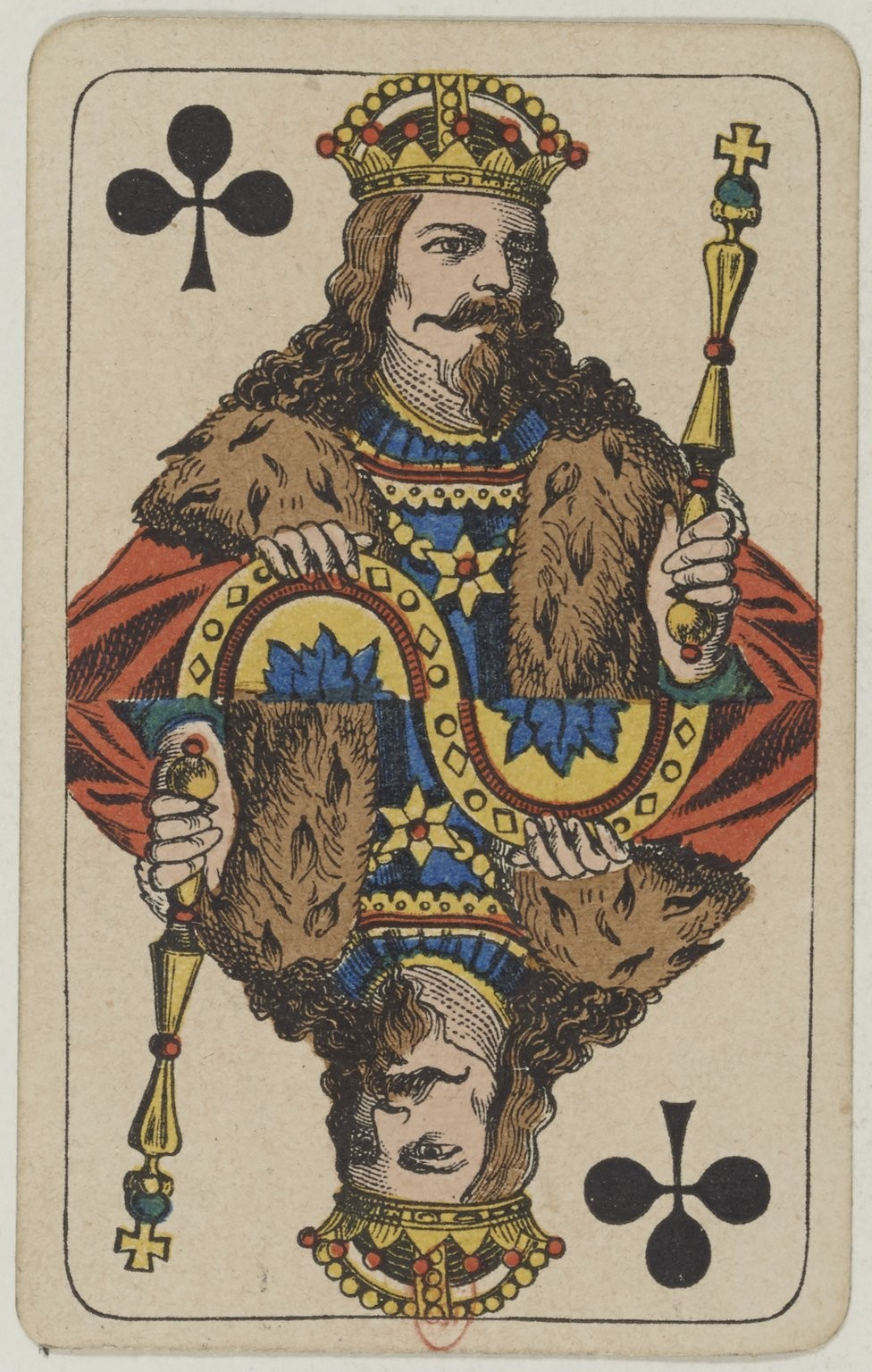
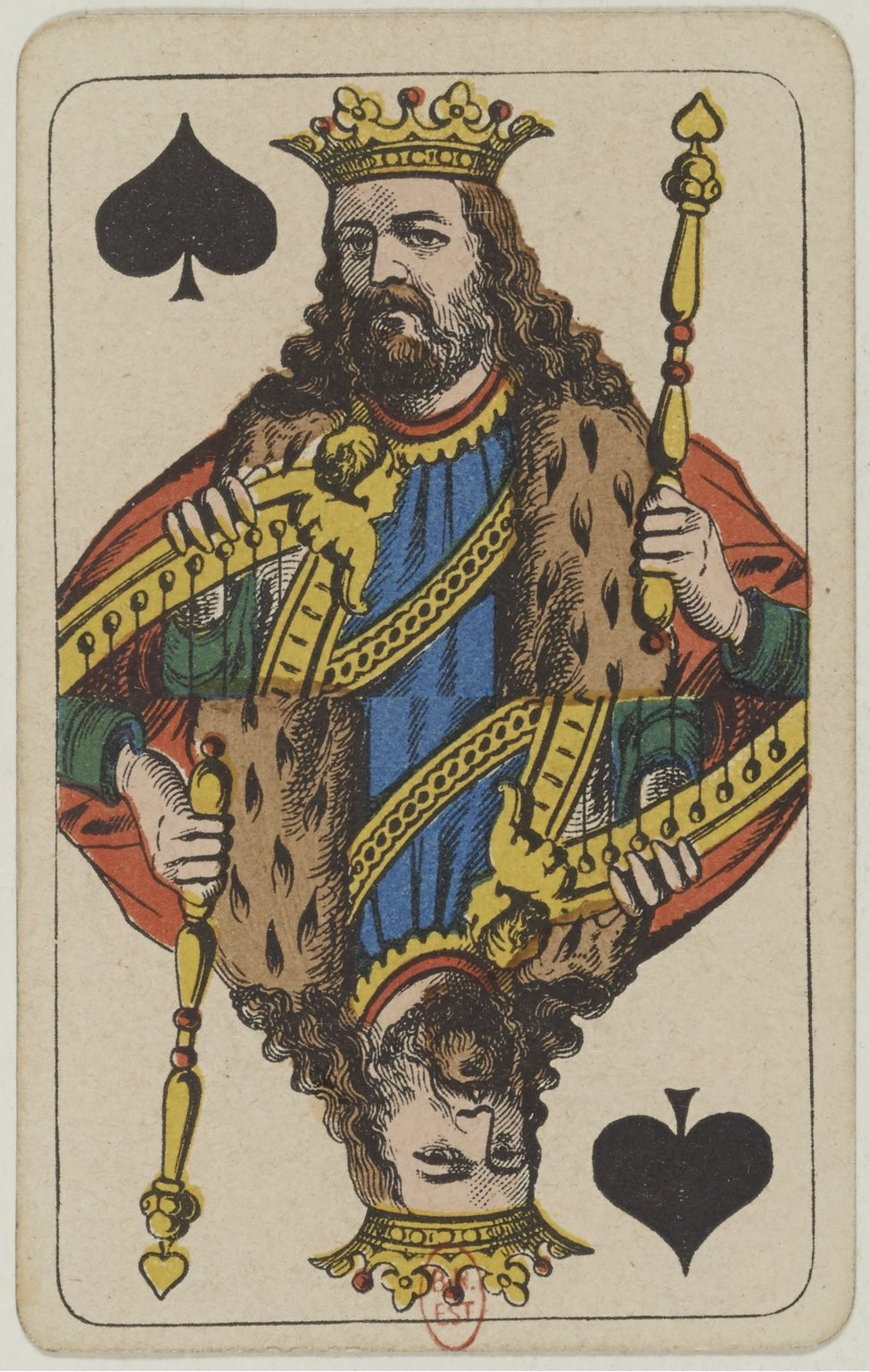

### Hà Lan
- Lá Đầm được sản xuất ở Hà Lan (khoảng năm 1865).

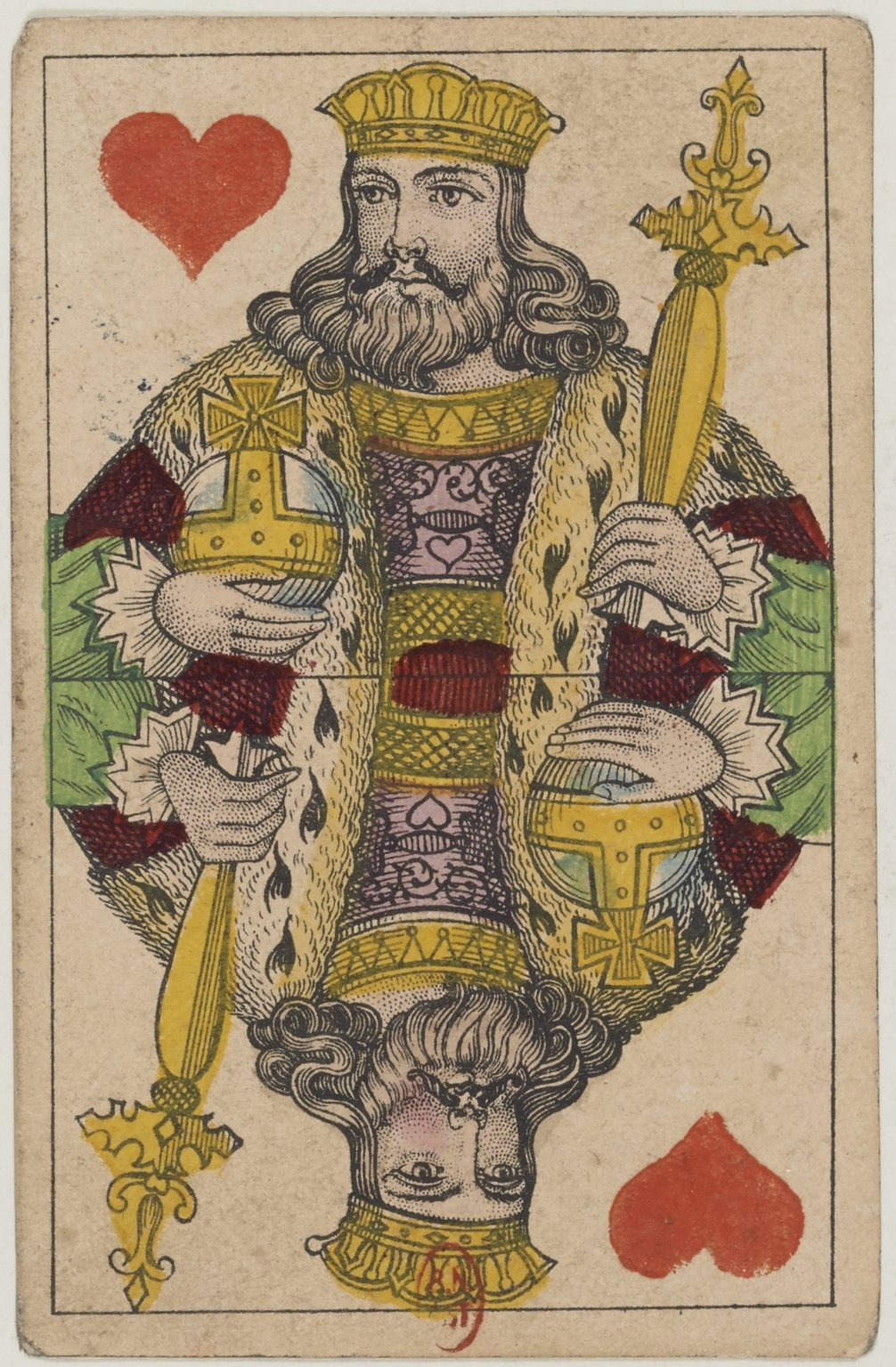
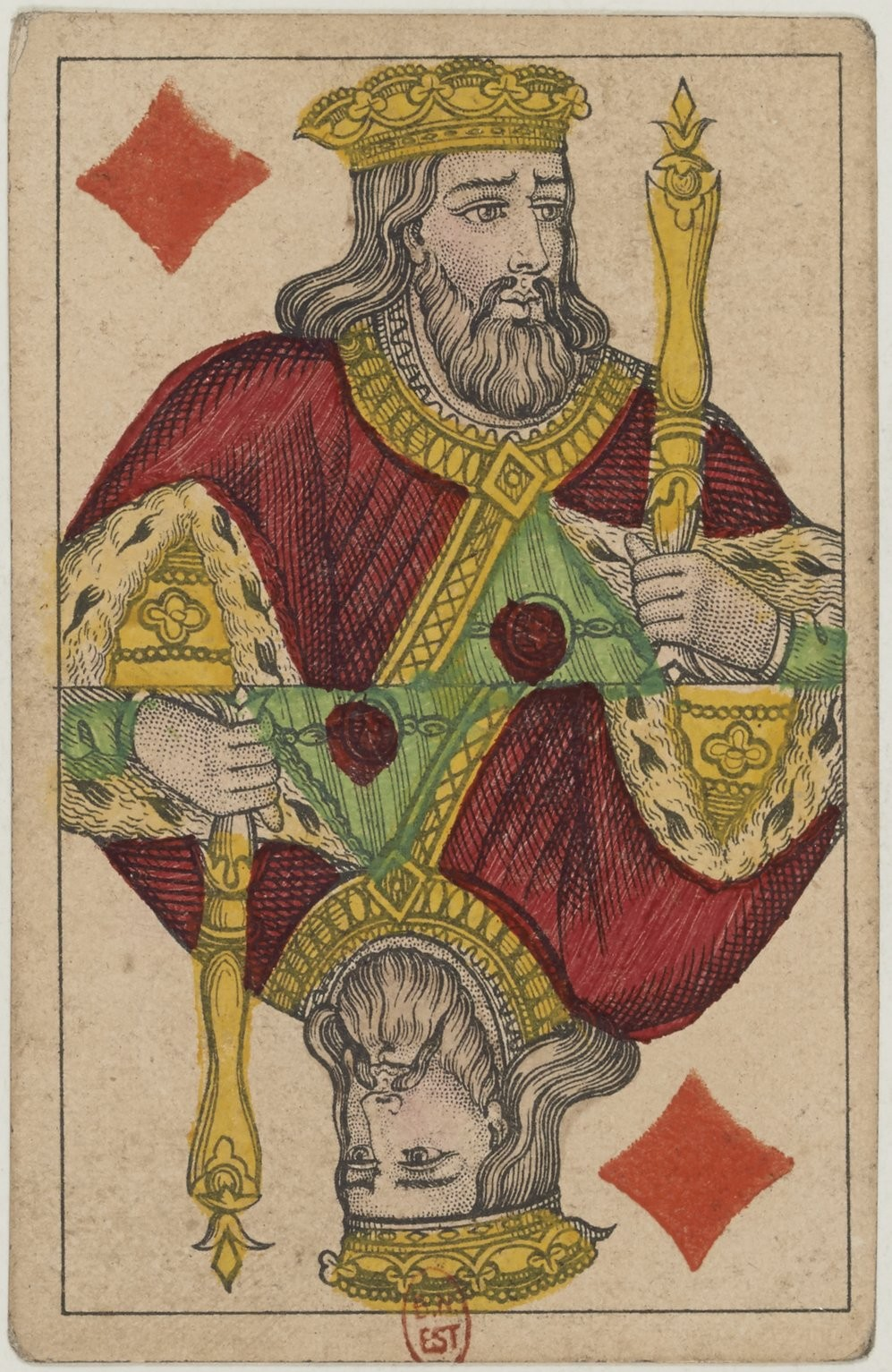
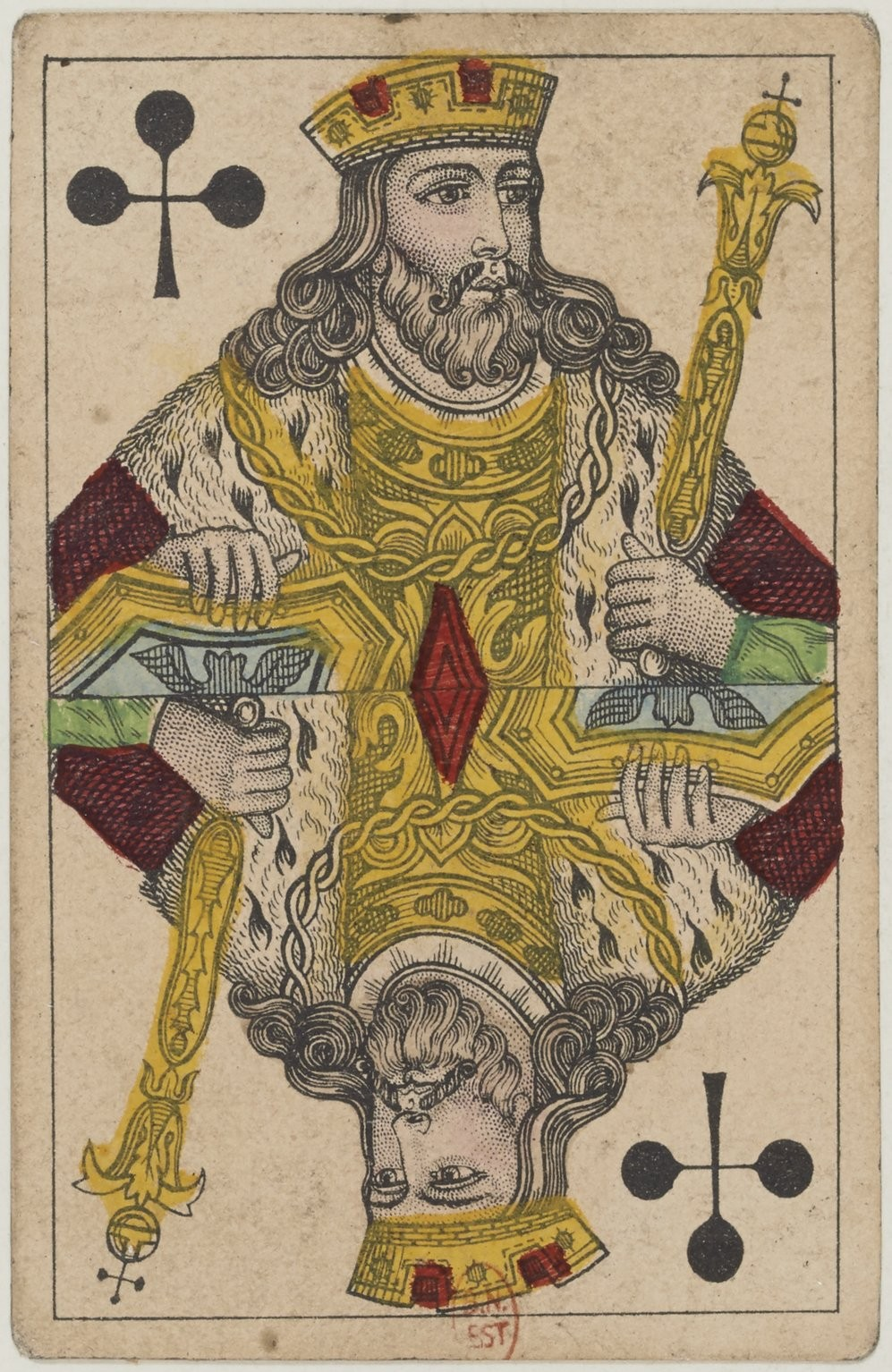
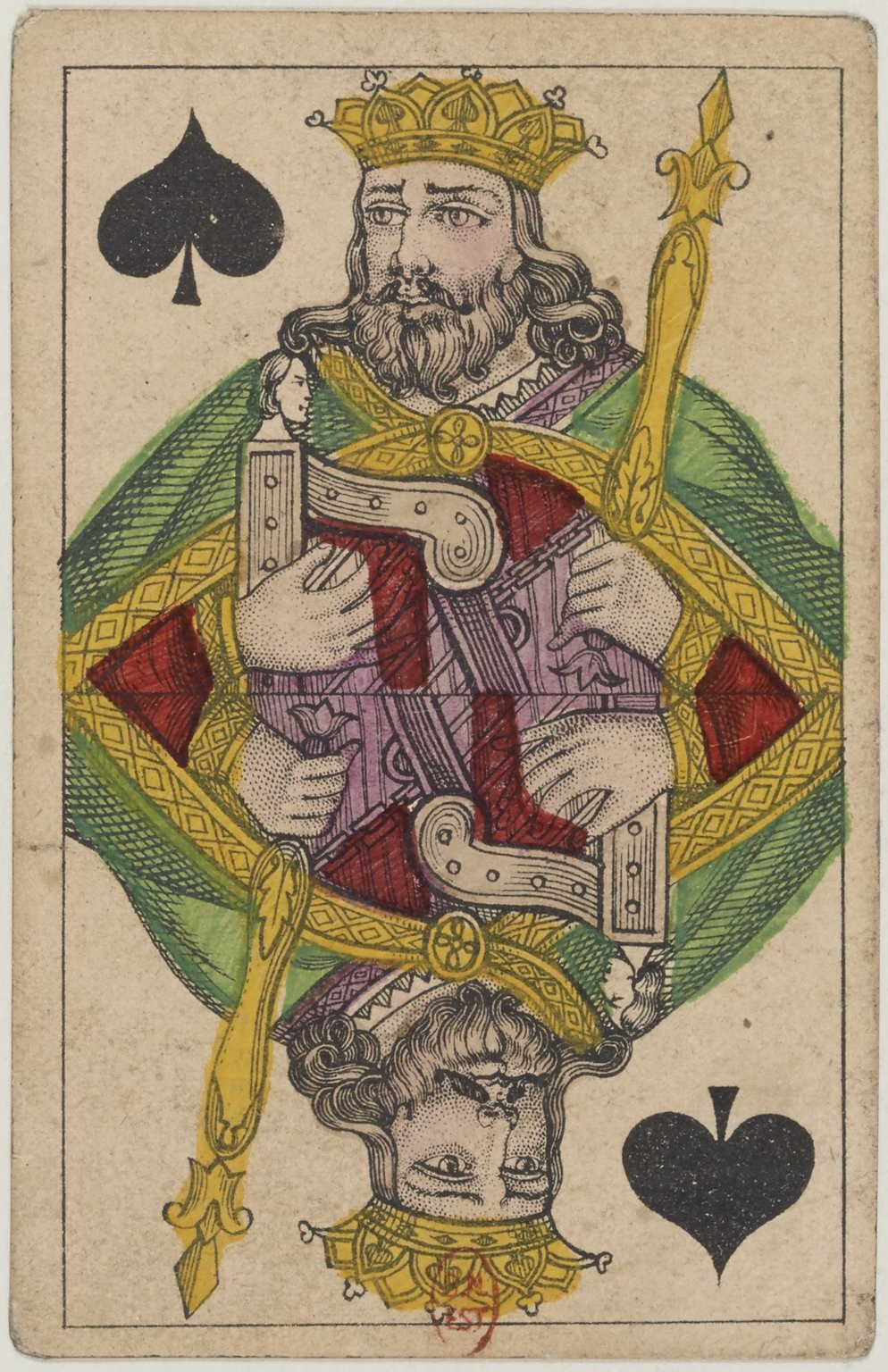

### Pháp
Bốn lá Già được vẽ năm 1816 tại Paris, Pháp cùng với tên của các lá bài. Lúc này, phong cách đối xứng trên-dưới chưa xuất hiện. Các biểu tượng đặc trưng của mỗi vị vua có thể thấy trên mỗi lá bài:
- Già Cơ cầm quả cầu thánh giá (globus cruciger), biểu tượng vương quyền của các vua Cơ đốc giáo thời Trung Cổ.
- Già Rô mang biểu tượng đại bàng Aquila dưới chân áo choàng, biểu tượng của binh đoàn La Mã.
- Già Chuồn mang biểu tượng Mặt trời Vergina trên áo bào, biểu tượng hoàng gia của vương quốc Macedonia.
- Già Bích được vẽ thêm một cây đàn hạc (nét đặc trưng của vua David)

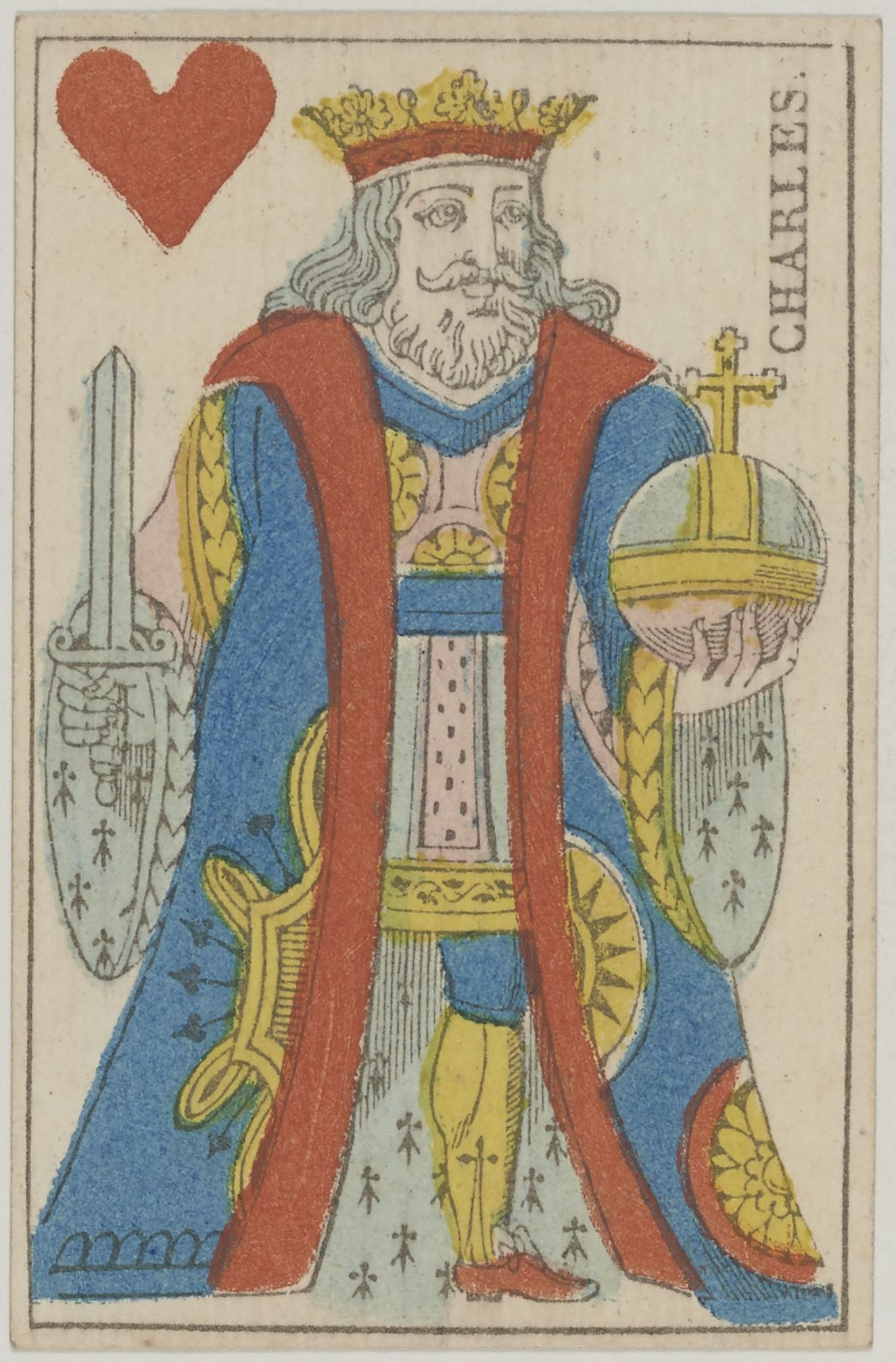
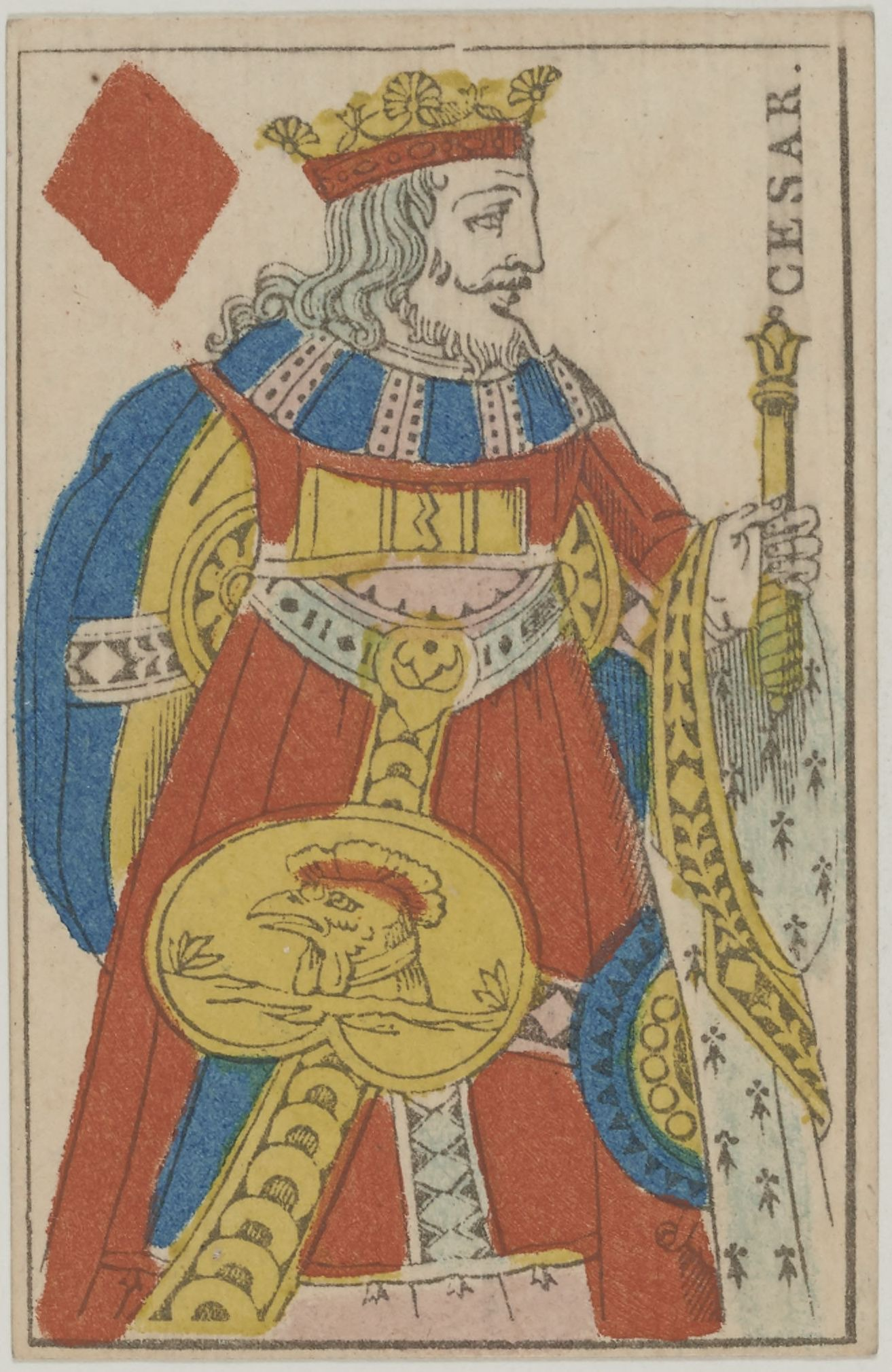
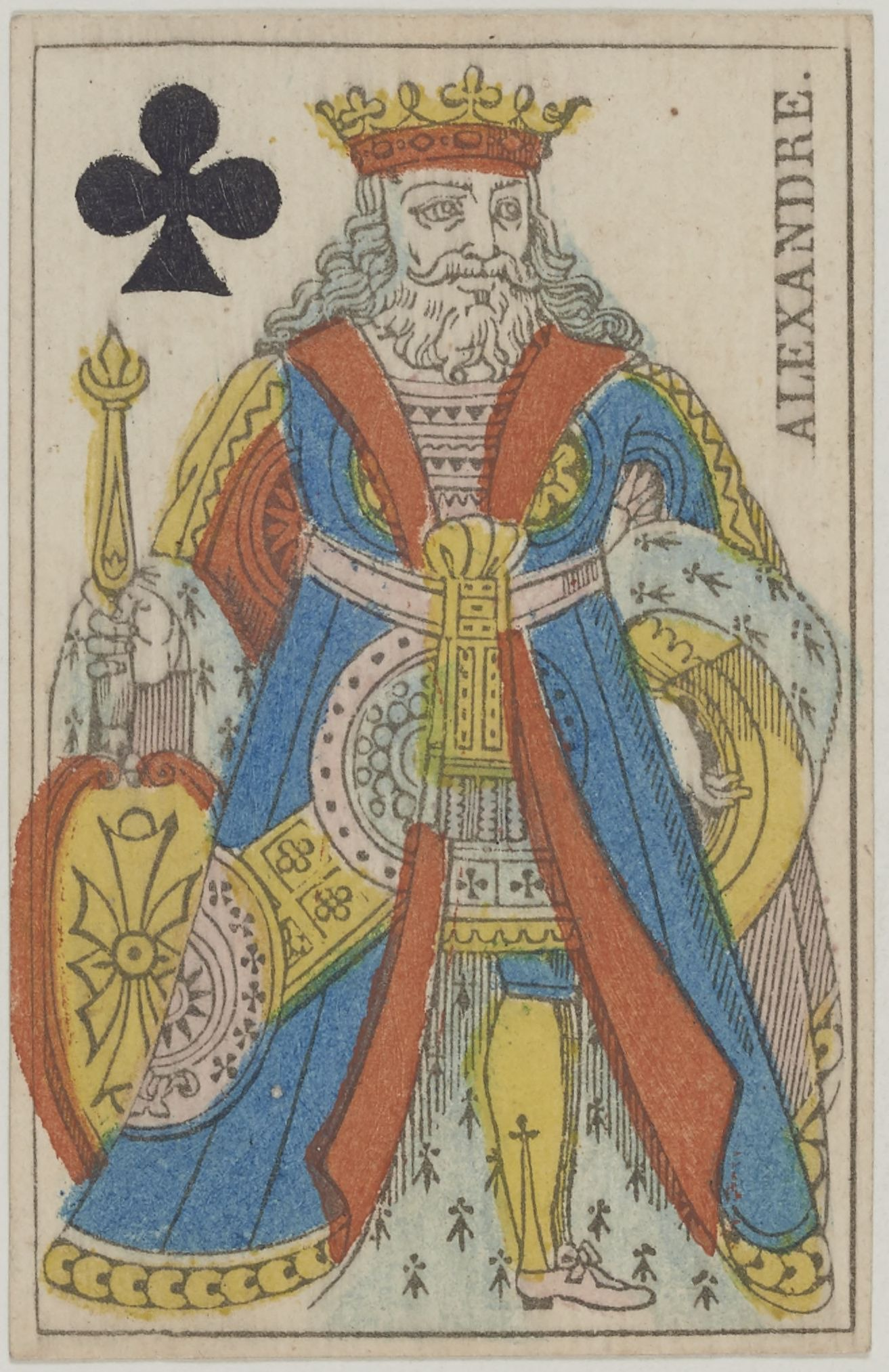
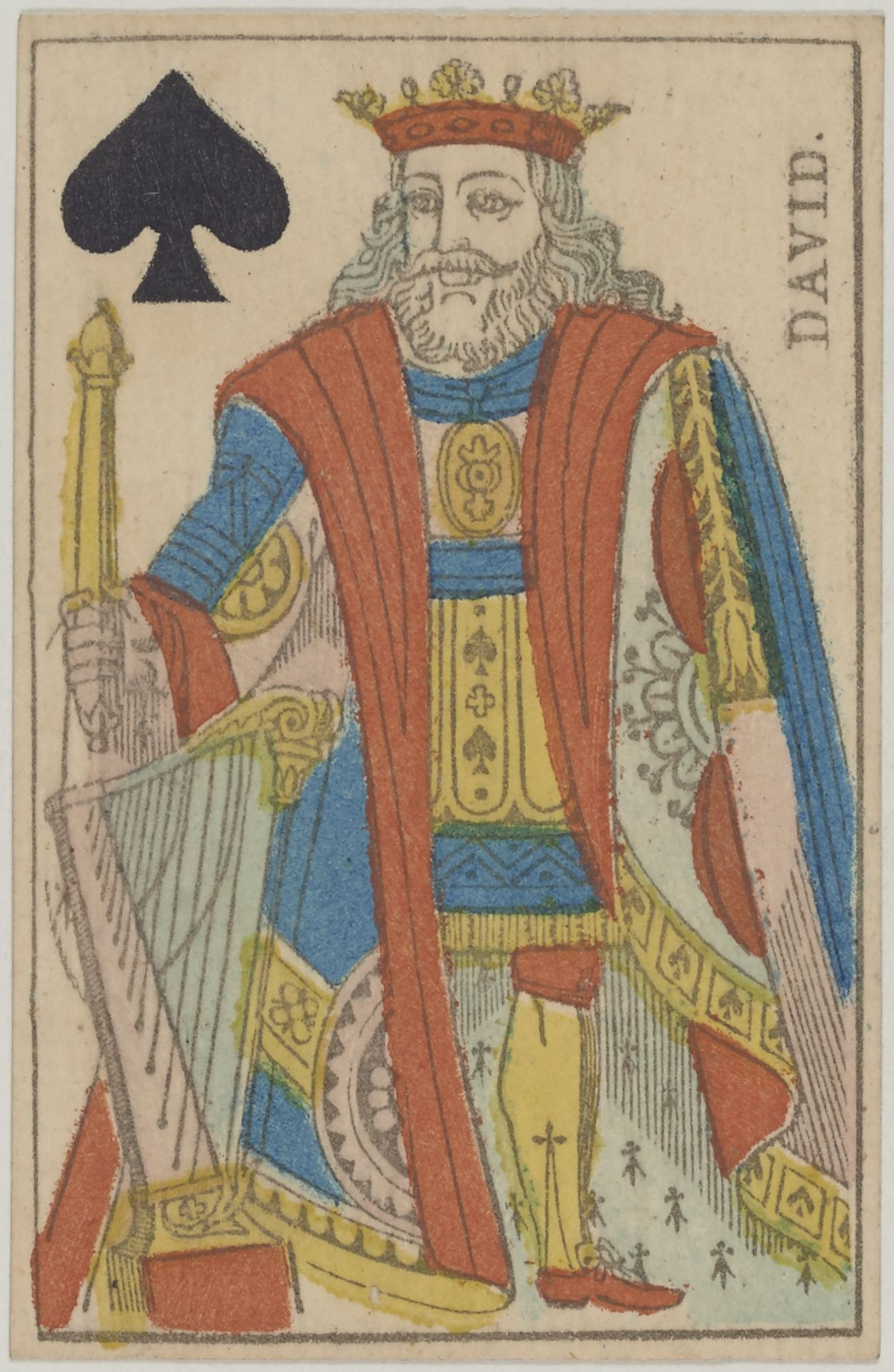

Phong cách đối xứng trên-dưới từ năm 1827.

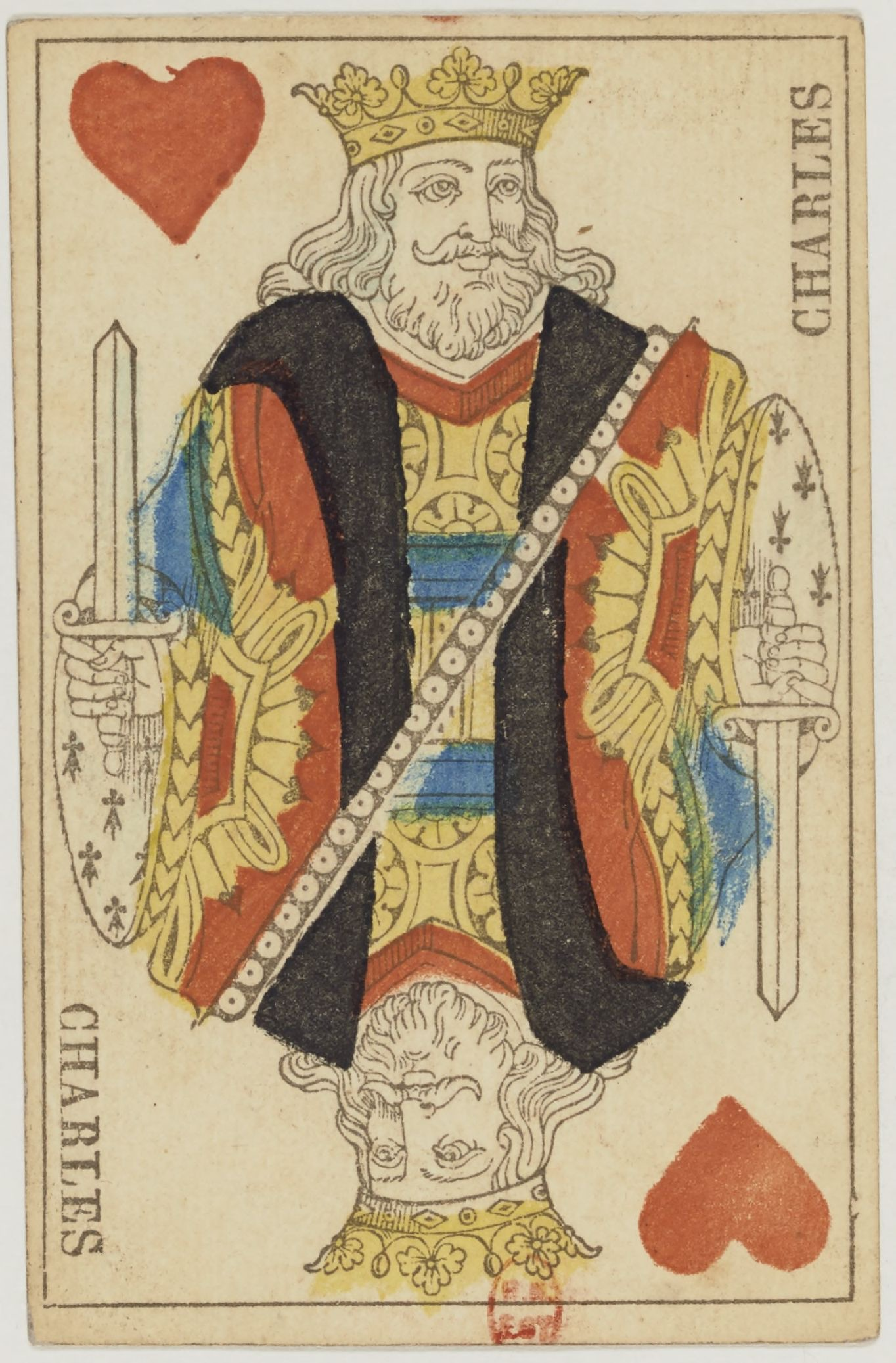
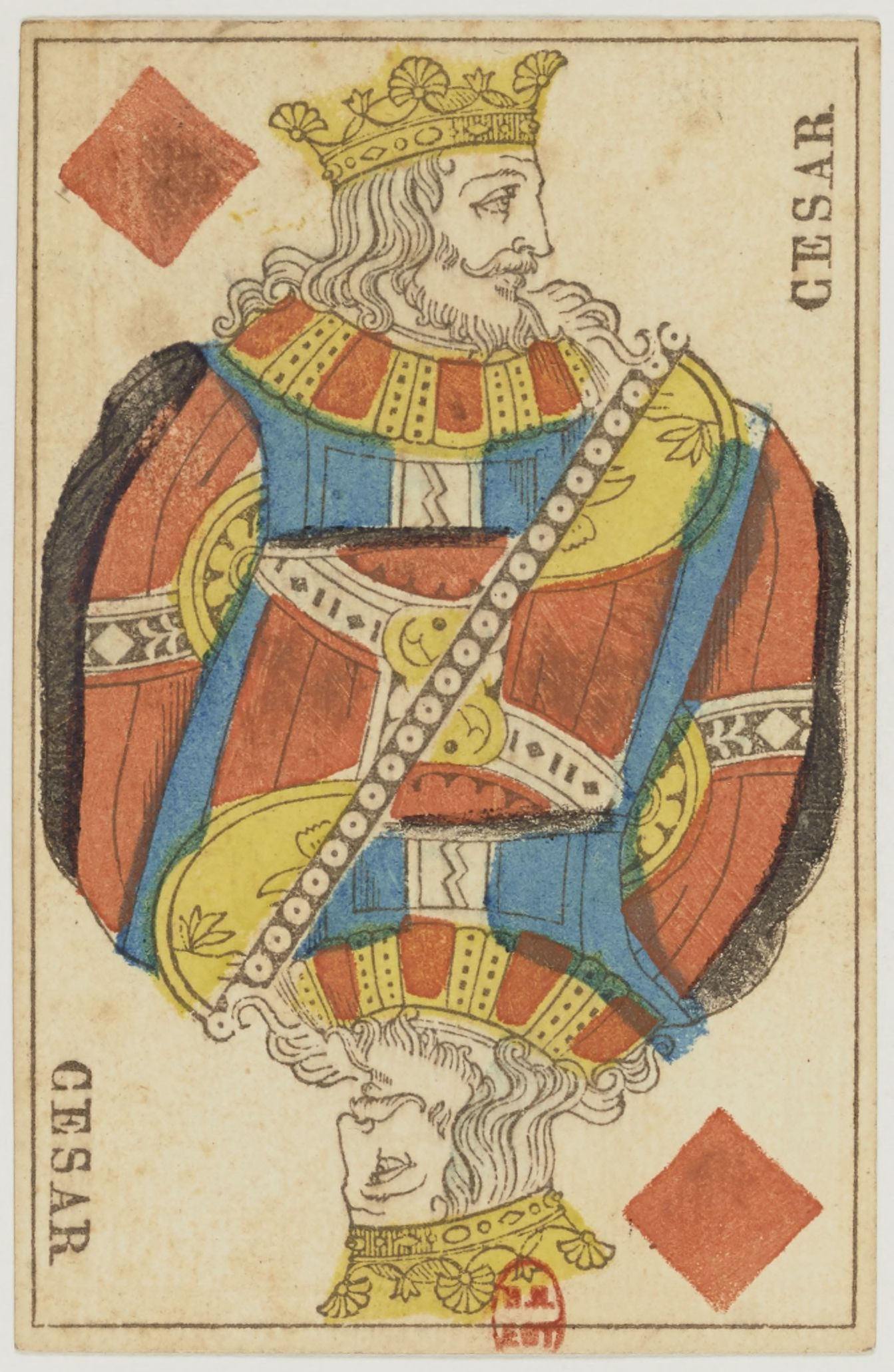
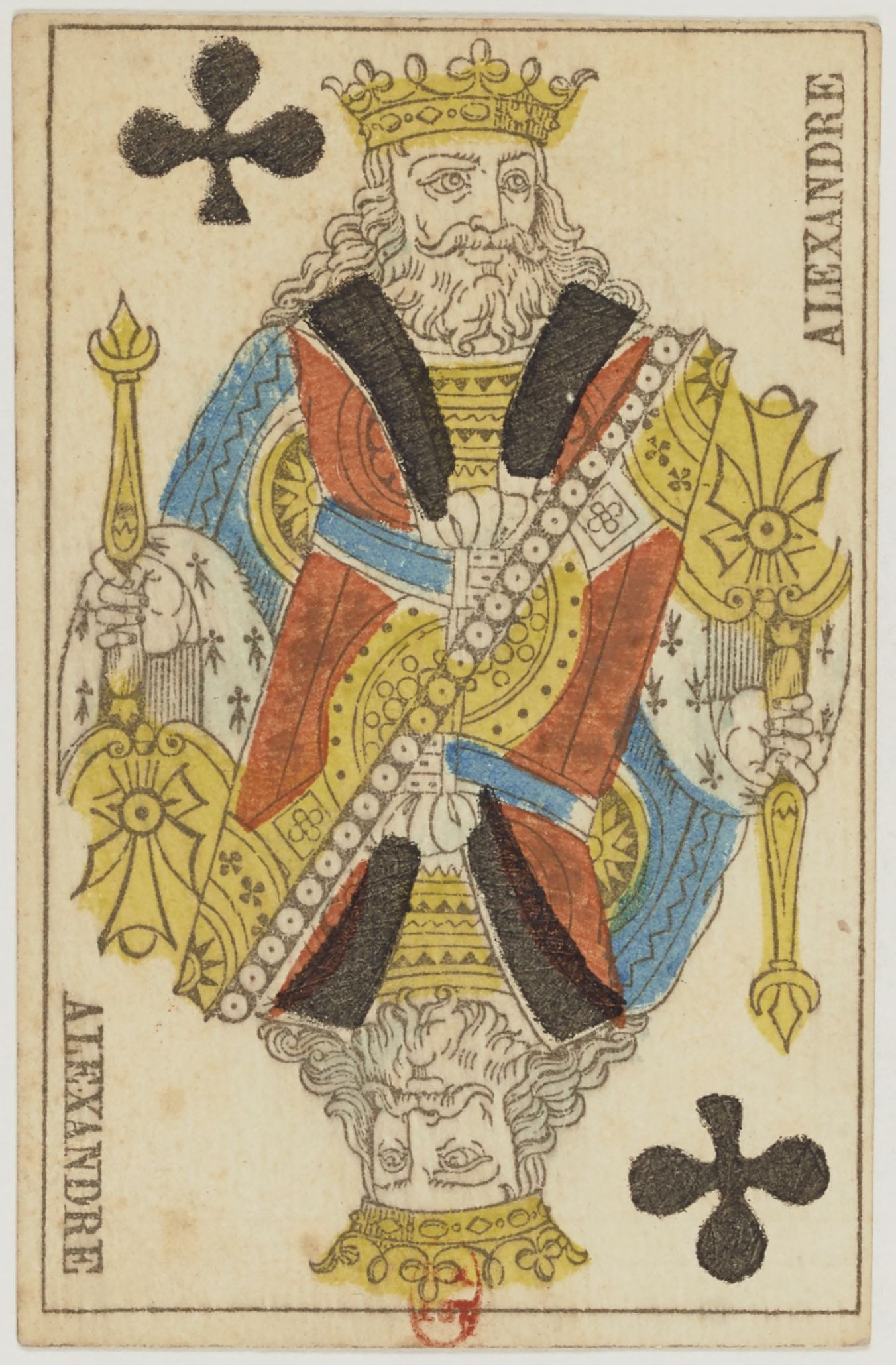
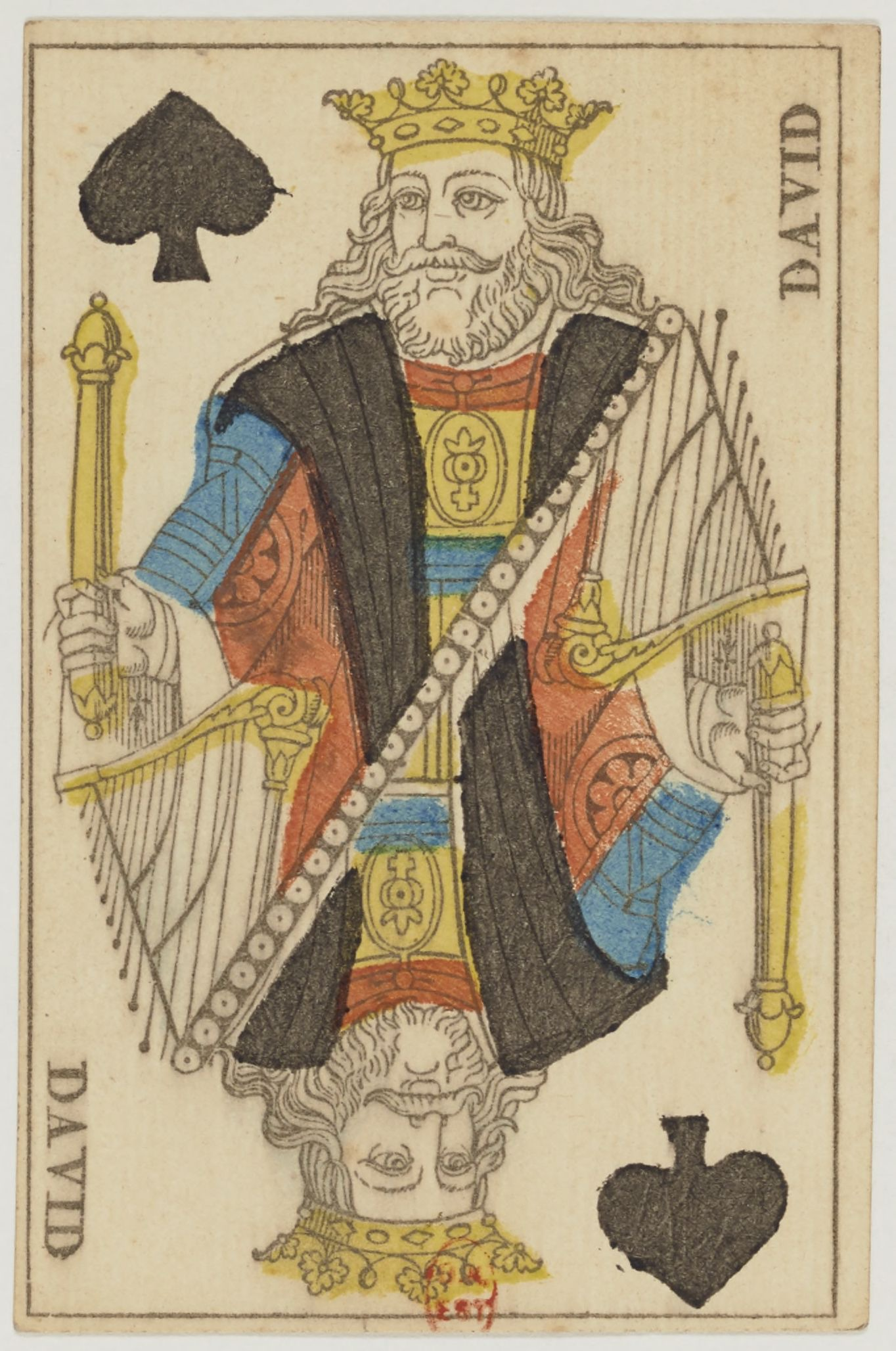

Ở năm 1850, các lá bài được tô màu tím thay cho màu xanh dương và đỏ ở một vài vị trí.

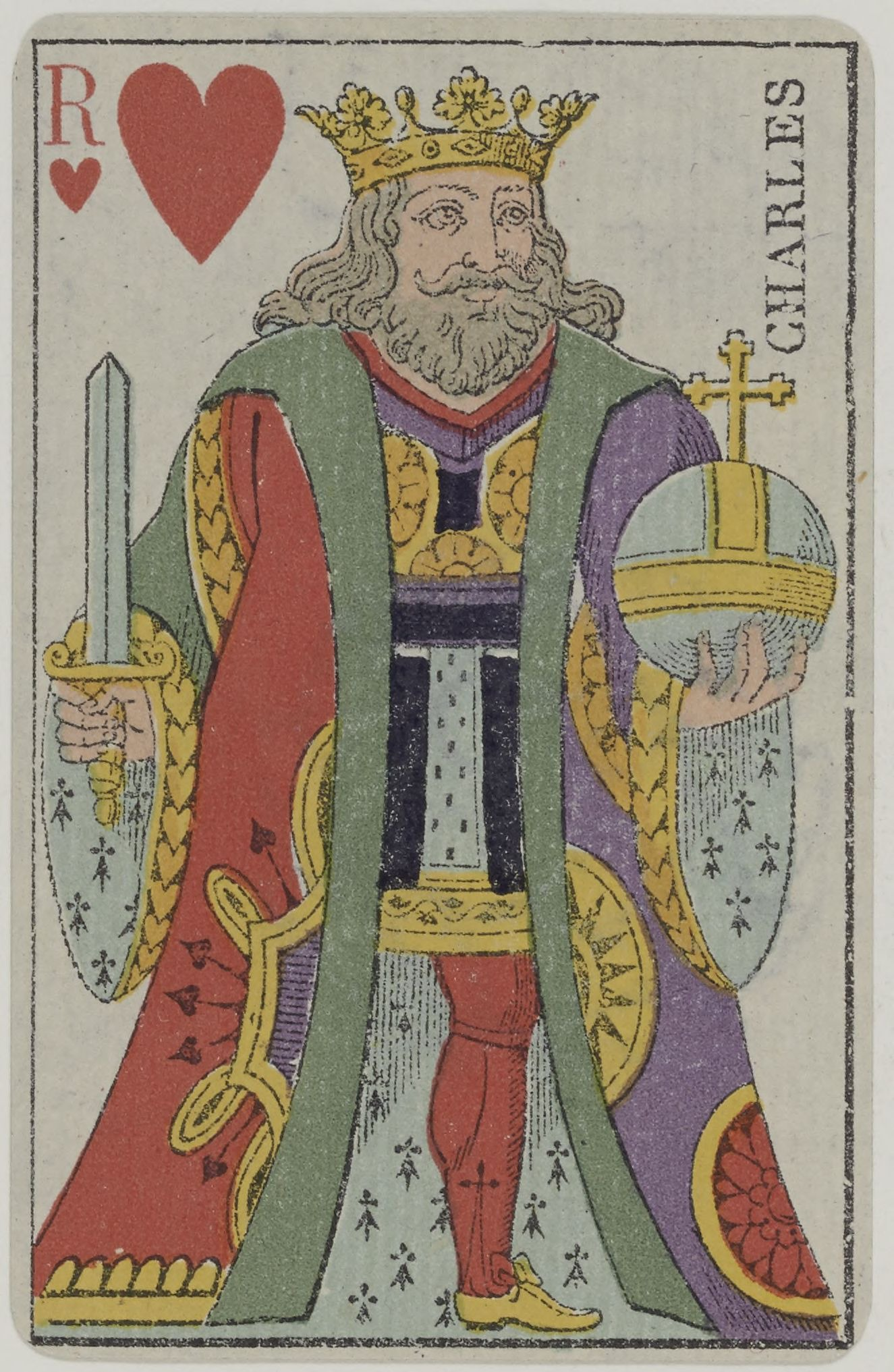
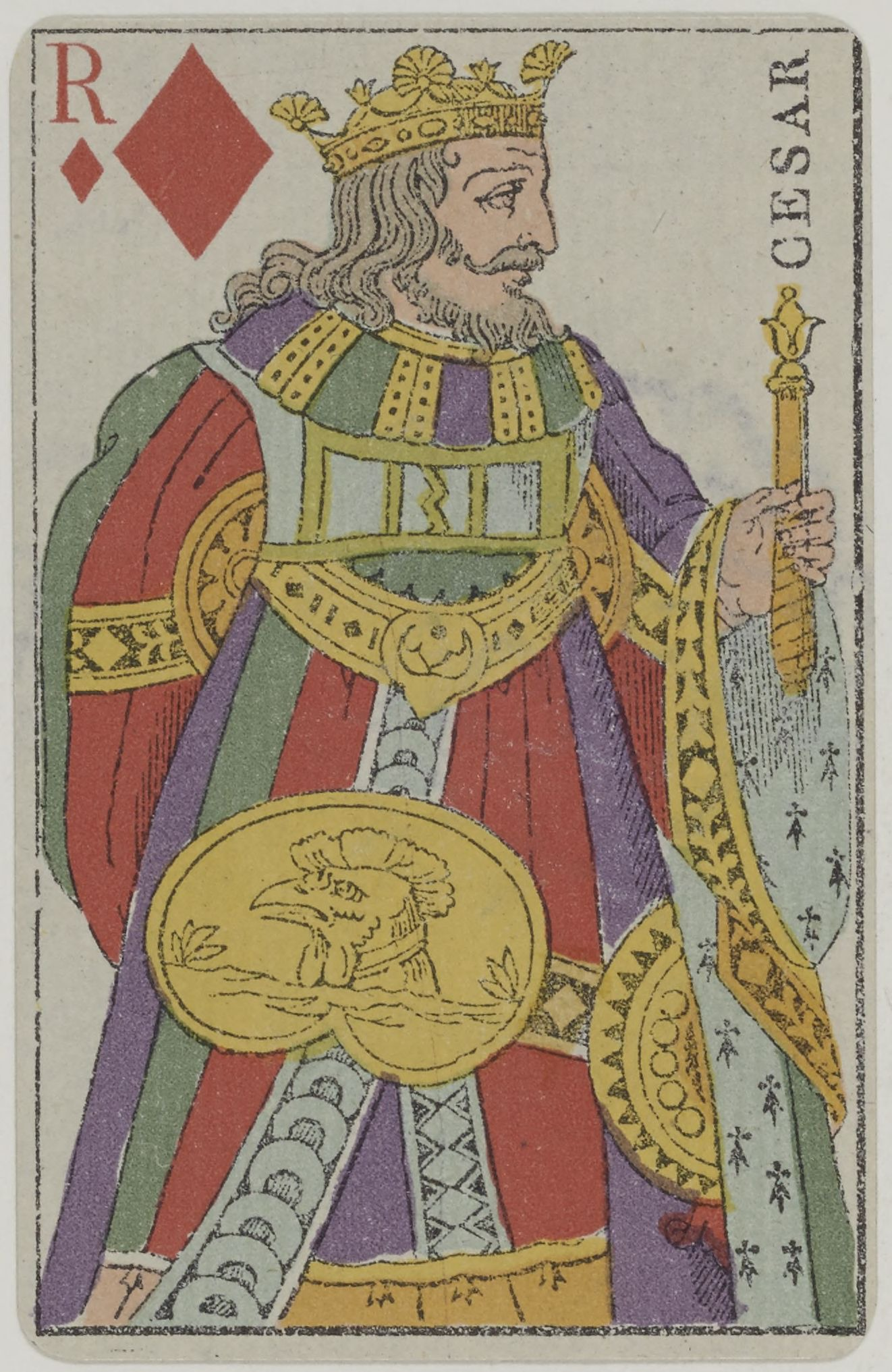
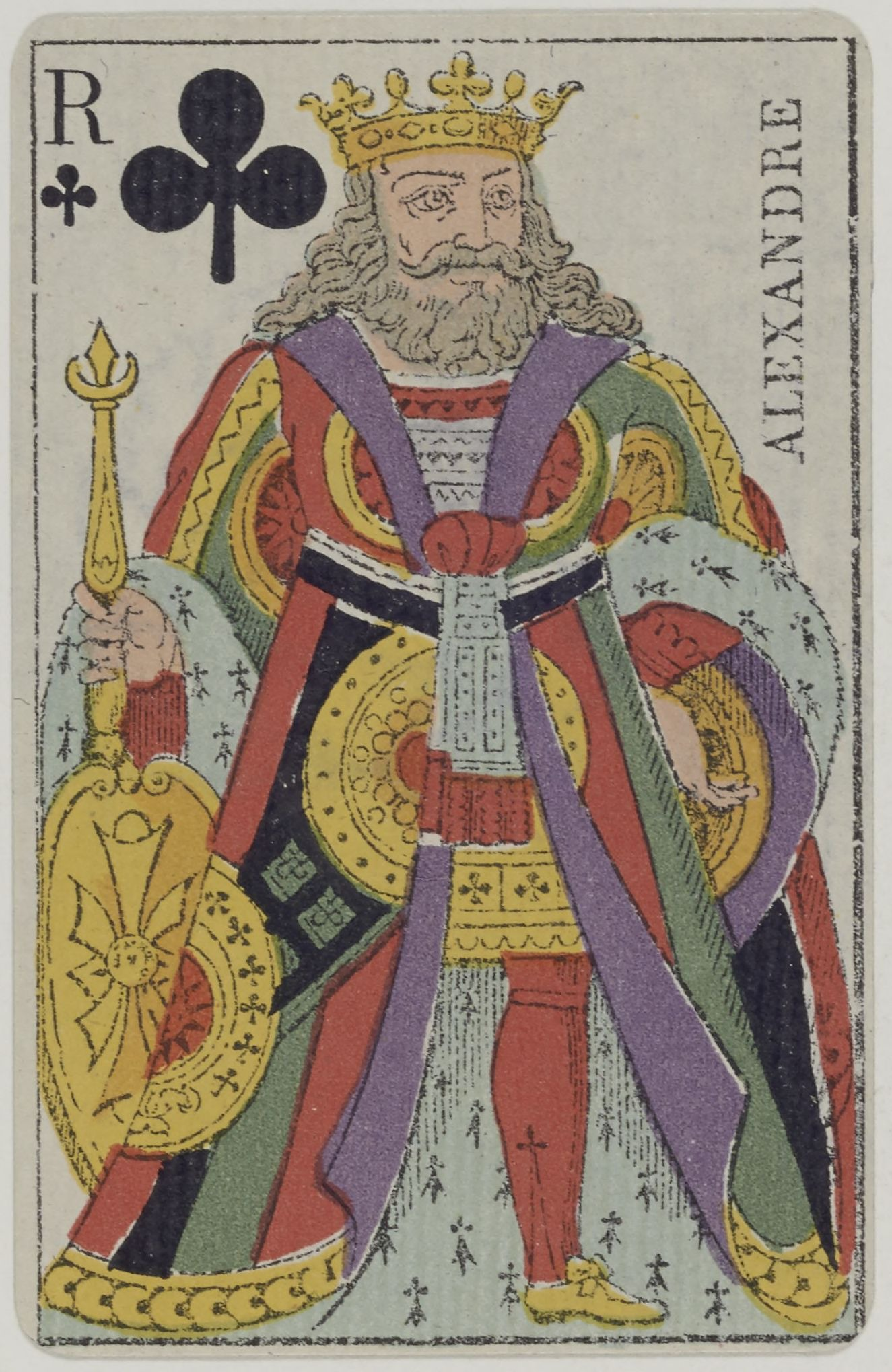
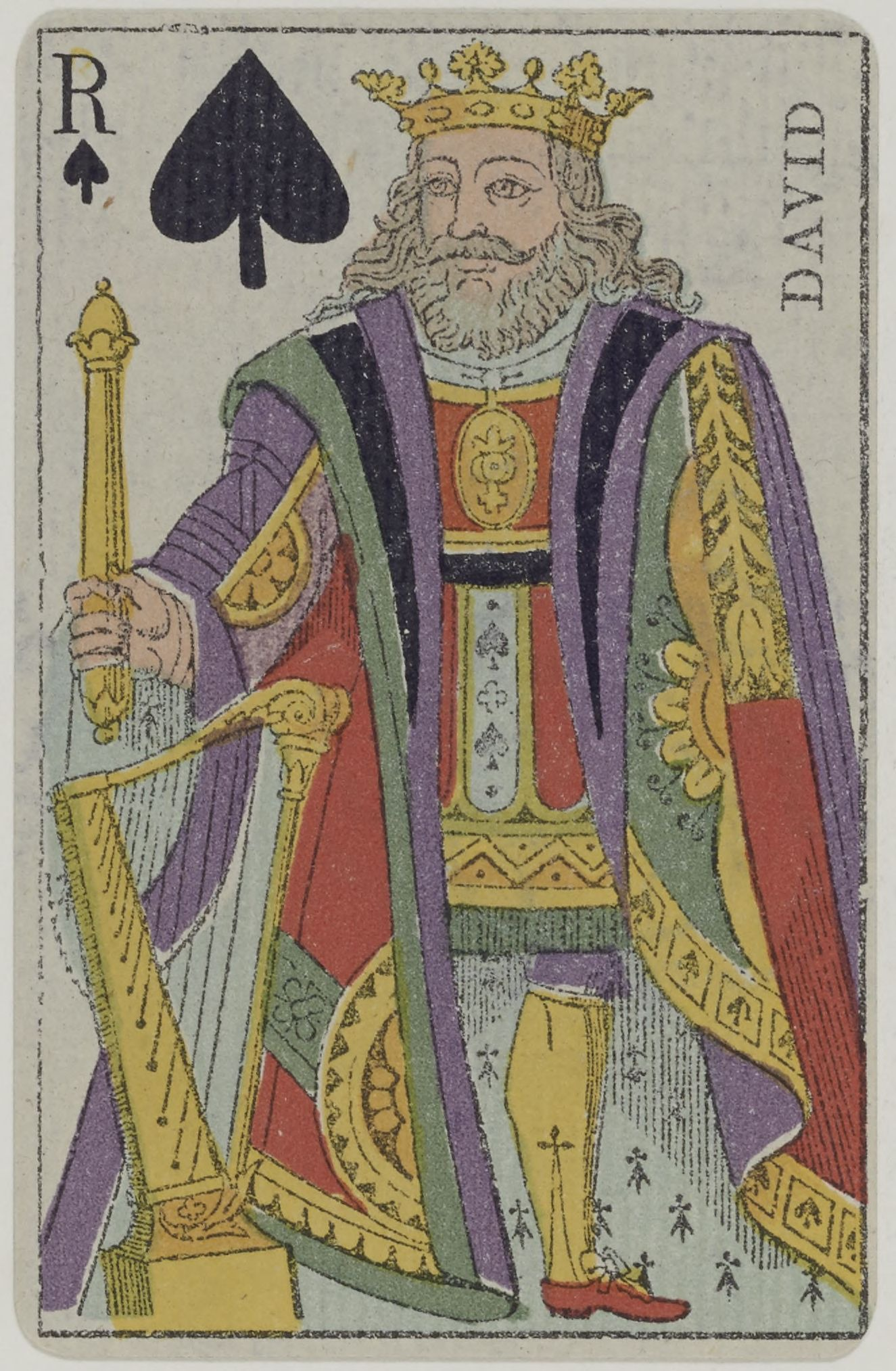

#### Kiểu Rouen
Những mẫu vẽ này được thiết kế ở vùng Rouen, sau đó được du nhập đến Anh vào khoảng cuối thế kỷ 15. Từ đầu thế kỷ 18, kiểu Rouen được sản xuất nhiều ở Anh. Tuy nhiên, nhiều họa tiết của kiểu Rouen dần mất đi và ngày càng được cách điệu hóa, trở thành kiểu hình đặc trưng của Anh. Từ đây, kiểu bài Anh cũng được lan truyền rộng khắp thế giới trong suốt thế kỷ 19 và trở thành kiểu bài phổ biến nhất hiện nay.
Dưới đây là 4 lá Già theo nguyên gốc của kiểu Rouen (trên) và kiểu Anh-Mỹ (dưới).

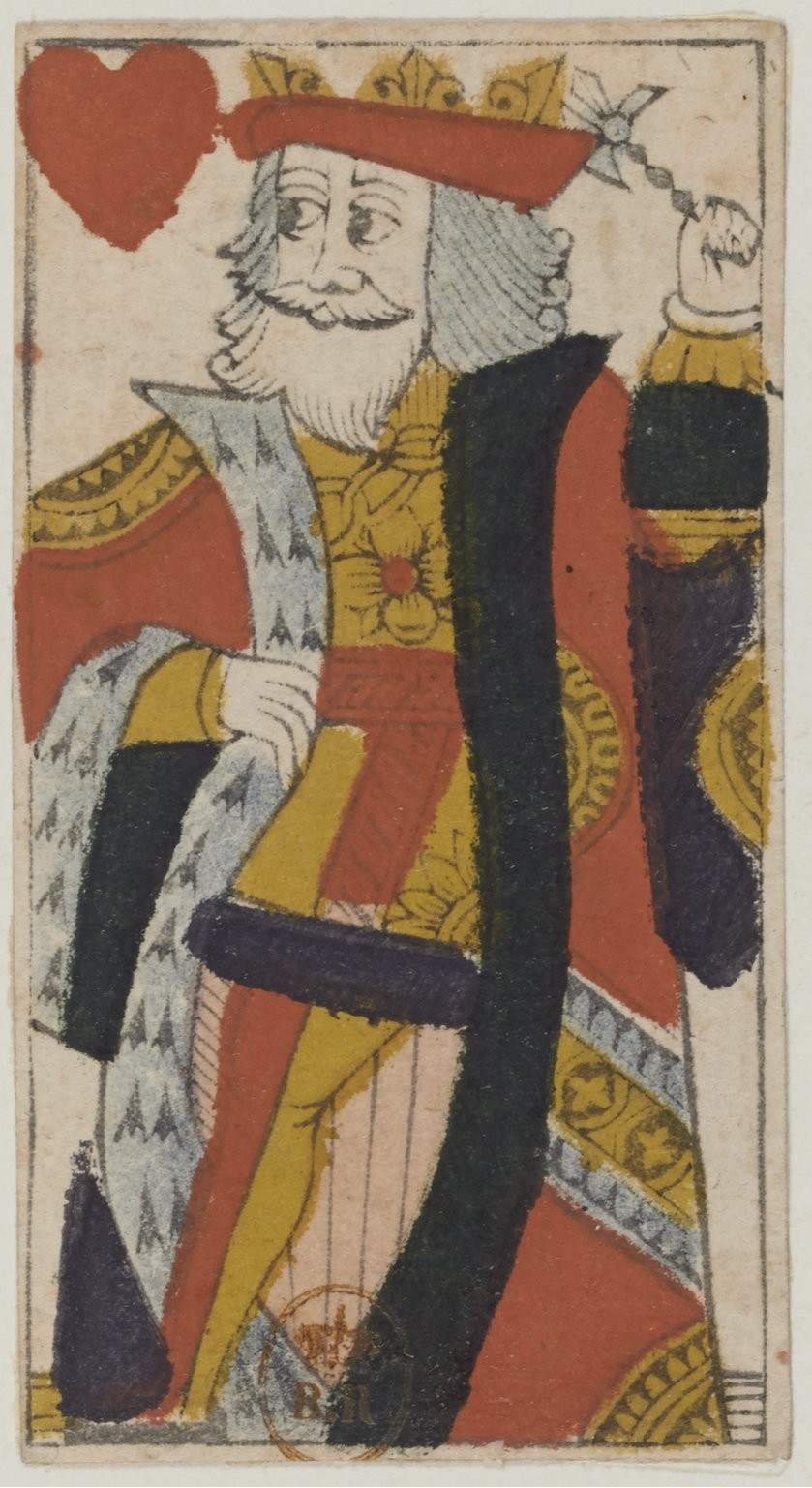
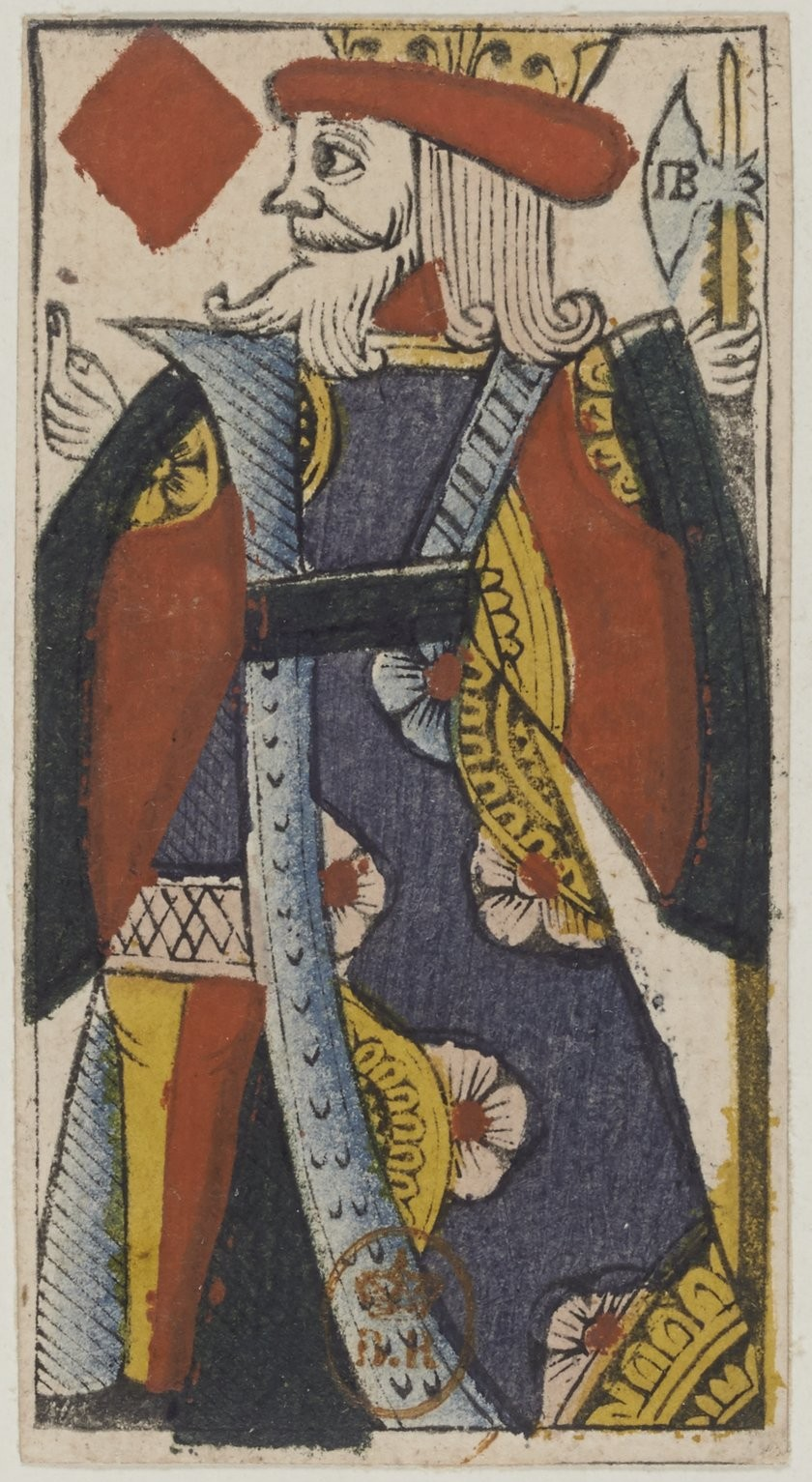
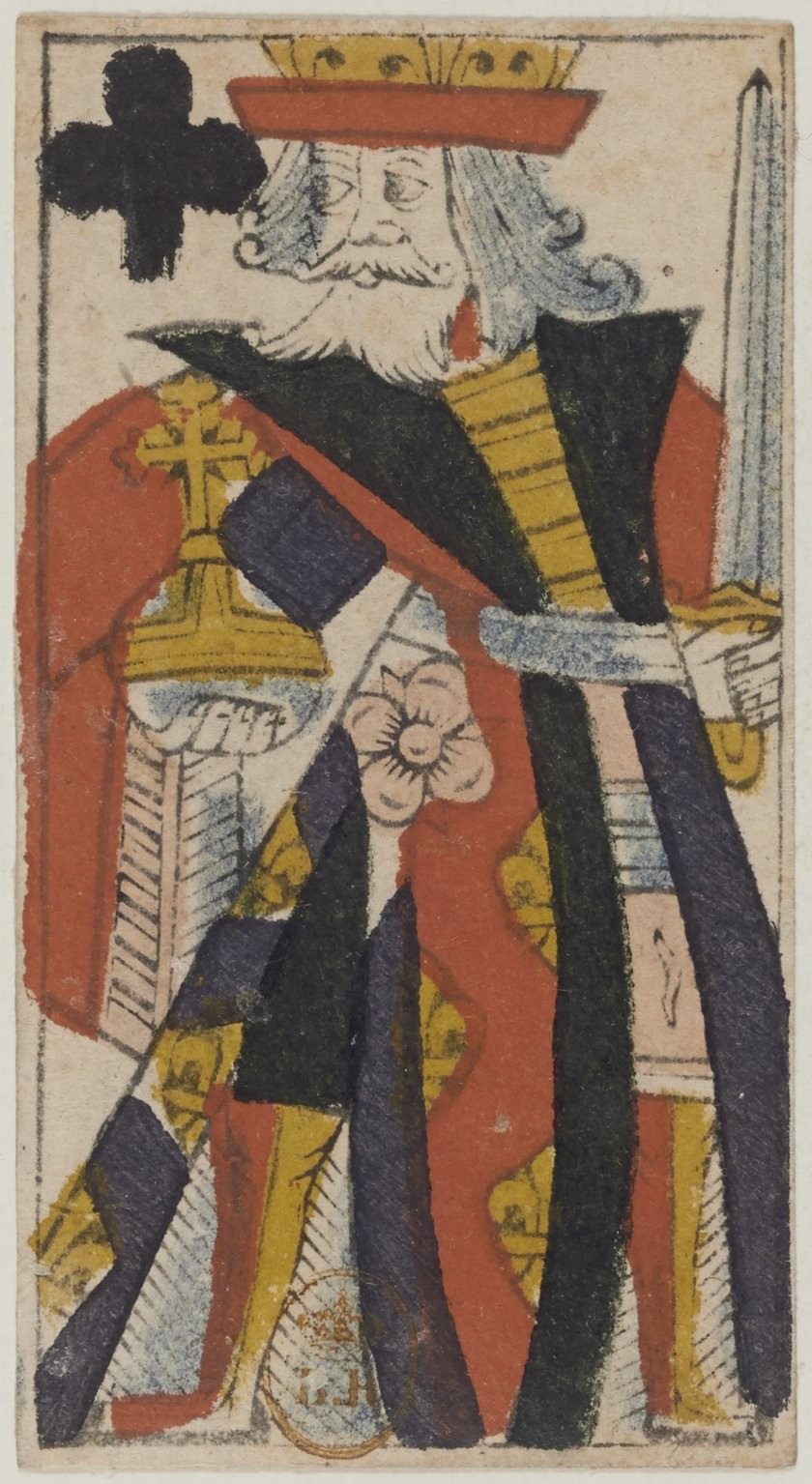
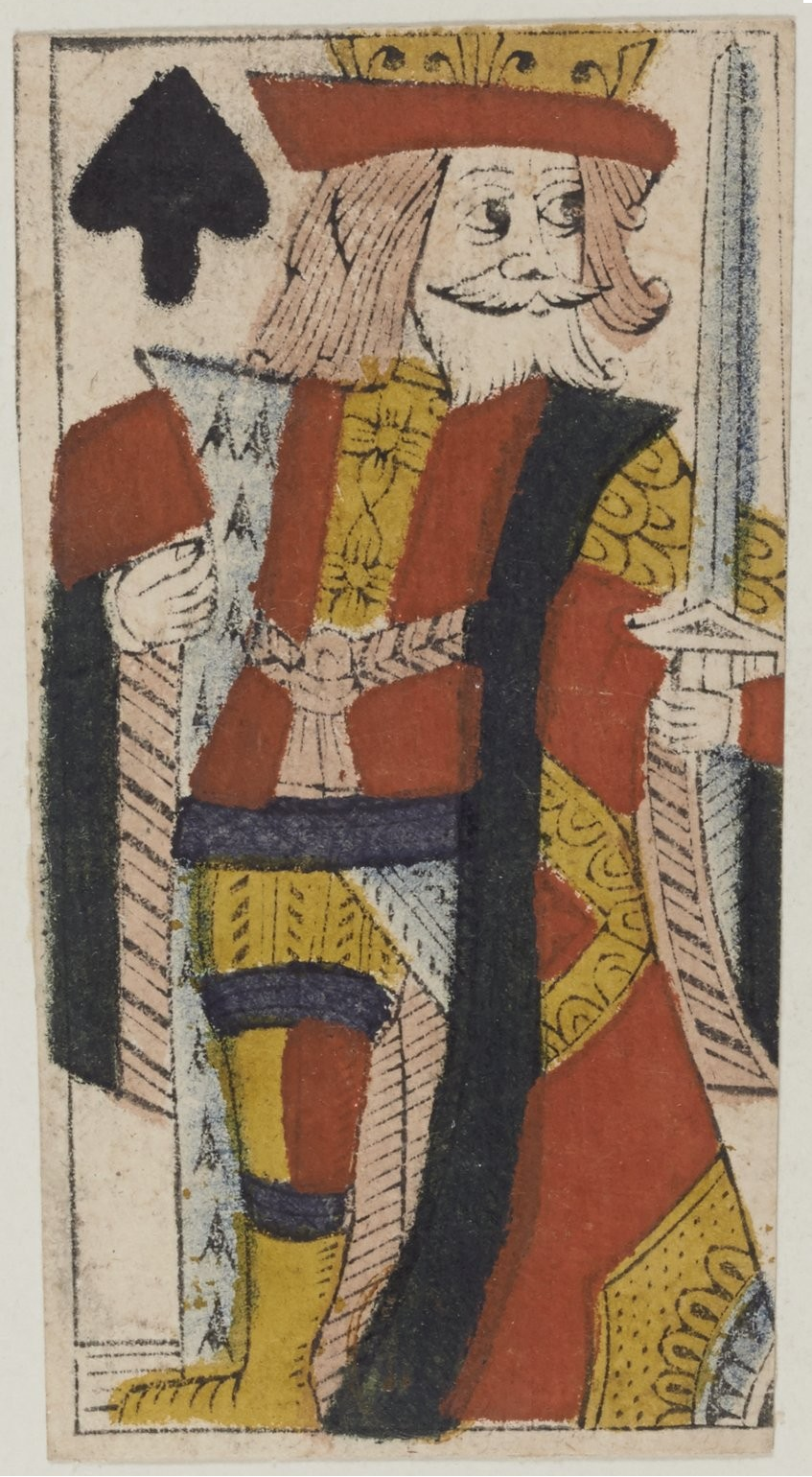

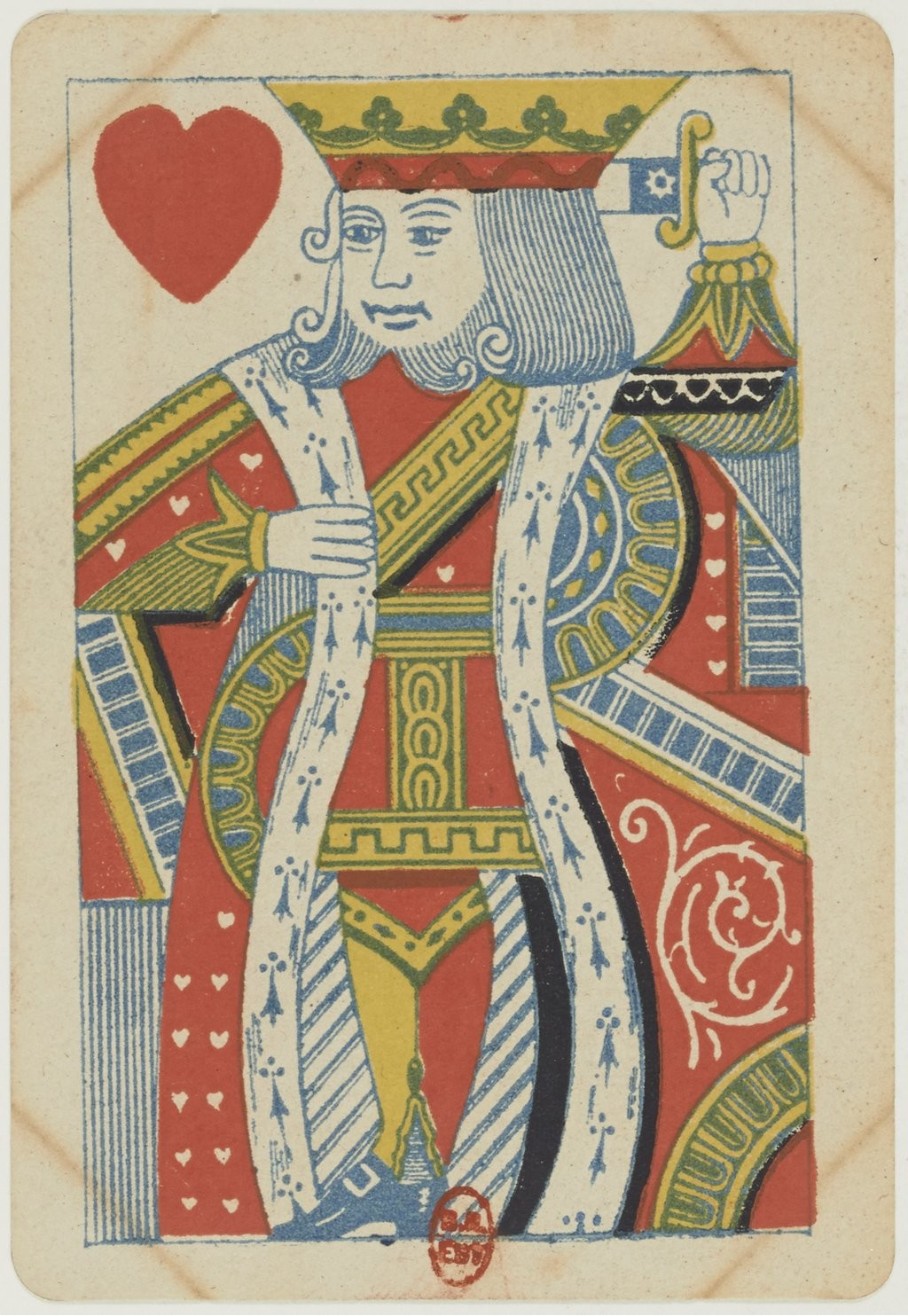
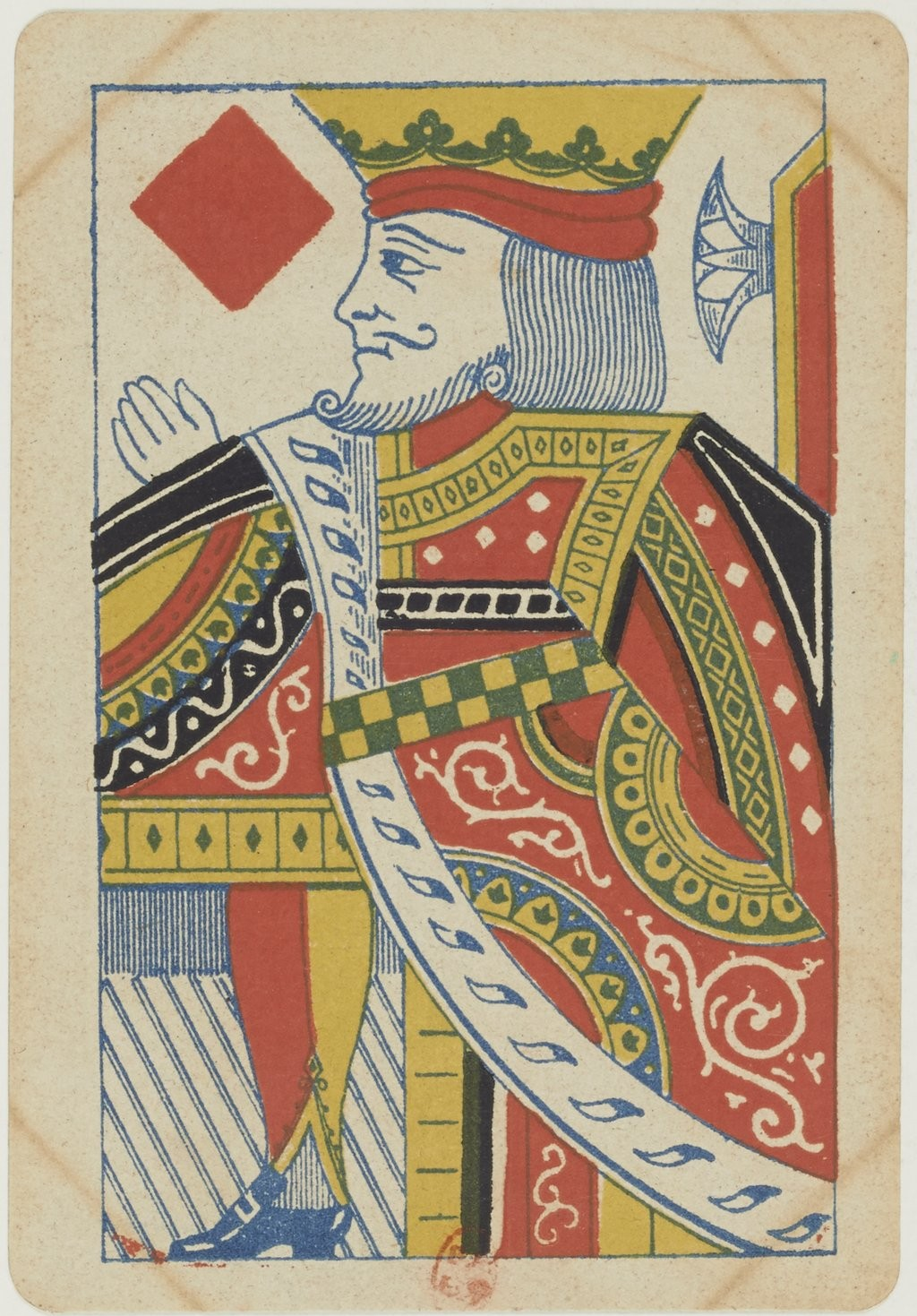
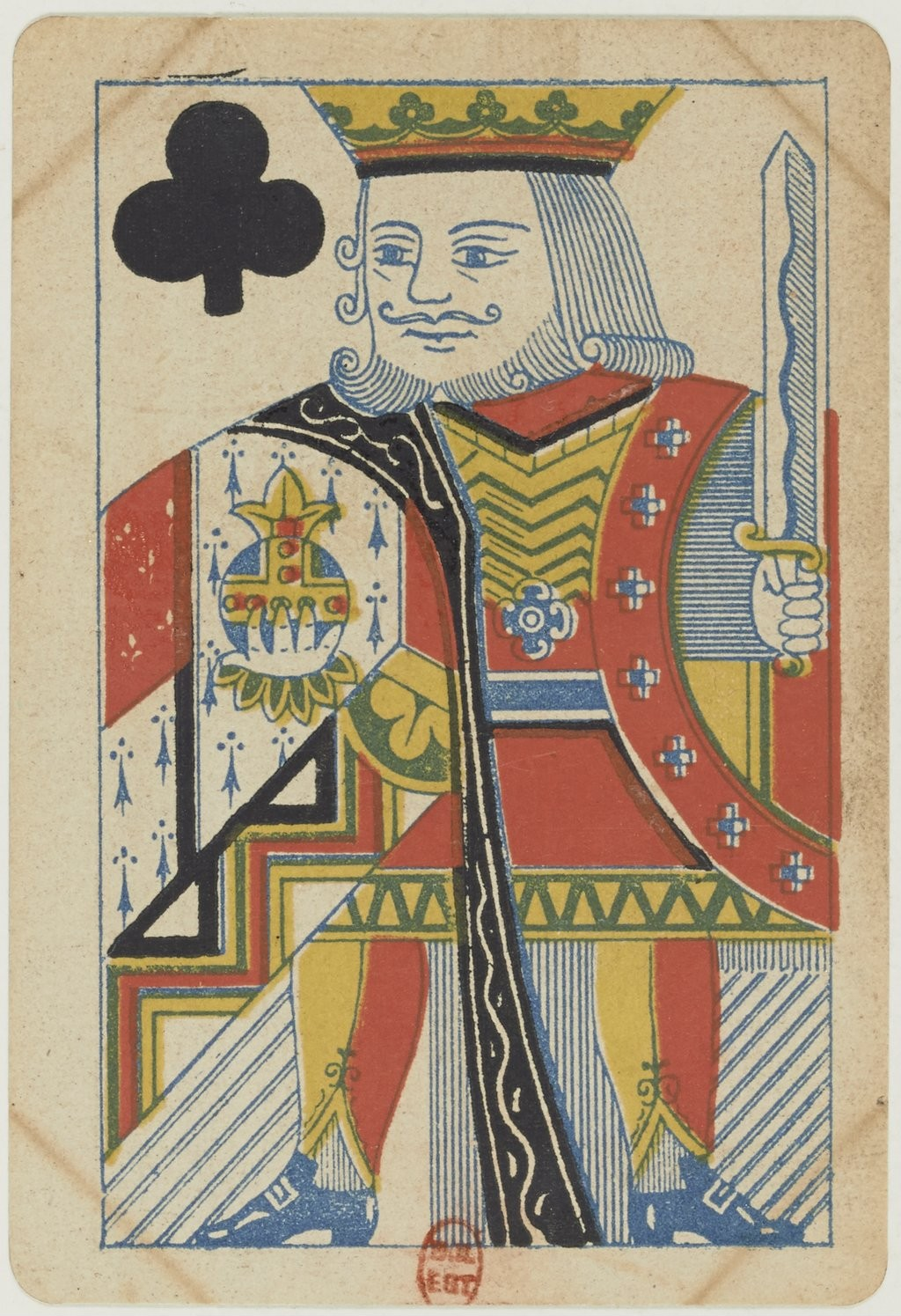
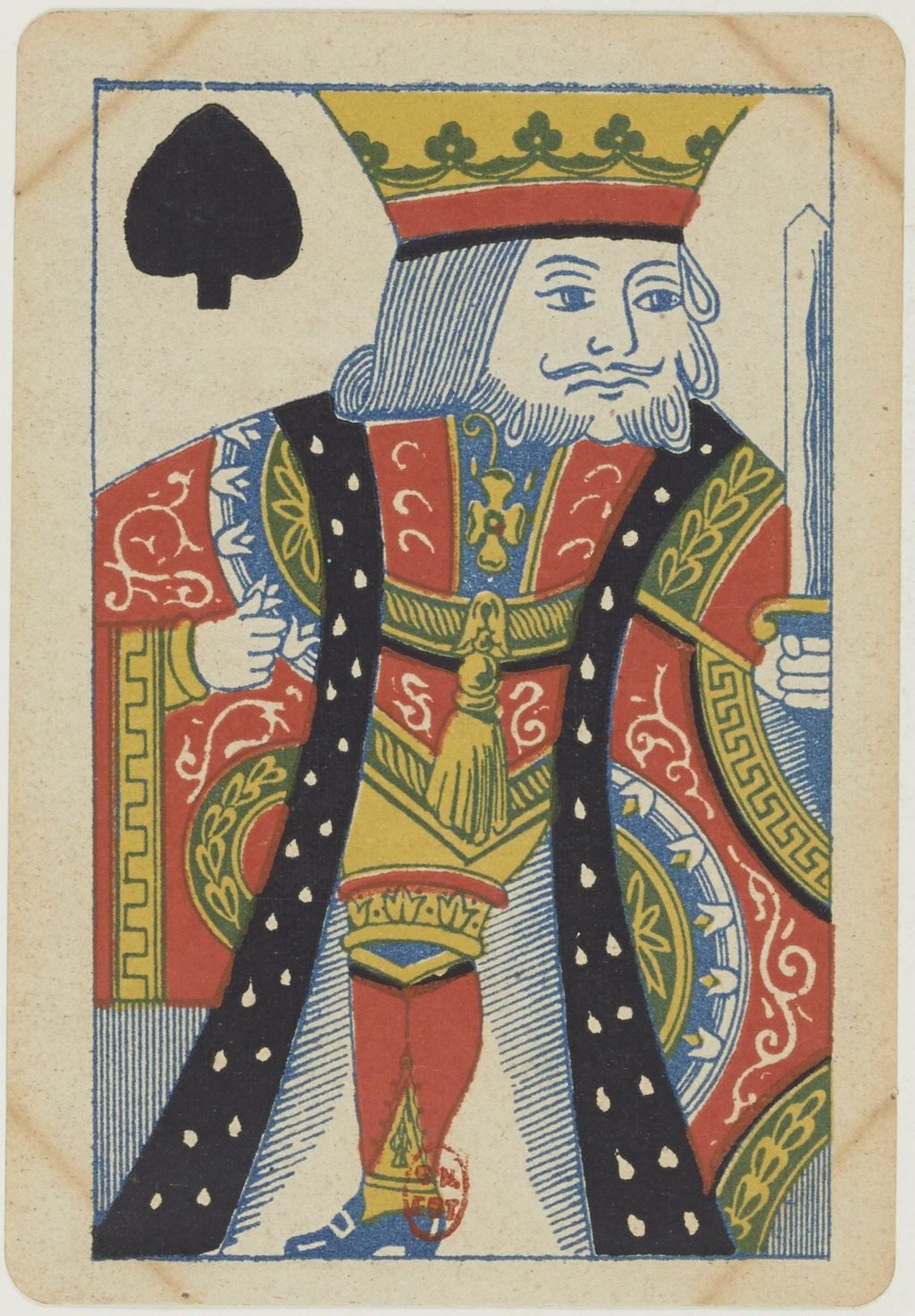

## Trong văn hóa đại chúng
- Già Cơ là một nhân vật xuất hiện trong truyện cổ tích Alice ở xứ sở thần tiên của Lewis Carroll. Trong truyện, Già Cơ là một ông vua ngô nghê như  một đứa con nít, luôn cố gắng xoa dịu vợ mình là Đầm Cơ, một bà nữ hoàng nóng nảy và khó tính, và ân xá cho nhiều "tử tù" bị bà ban án tử.

## Mã Unicode
Để chèn các biểu tượng lá Già, ta có thể sử dụng mã Unicode như sau:
- U+1F0AE 🂮 : Già Cơ
- U+1F0CE 🃎 : Già Rô
- U+1F0DE 🃞 : Già Chuồn
- U+1F0AE 🂮 : Già Bích